# Nazionale maschile di rugby a 15 della Francia
(Geoff Cooke, C.T. dell'Inghilterra, prima di un match contro la Francia nel 1991)
La Nazionale francese di rugby a 15 (in francese Équipe de France de rugby à XV) è la selezione maschile di rugby a 15 (o Rugby union) rappresentante la Francia in ambito internazionale.
Attiva dal 1906, operò per i primi 13 anni di attività sotto la giurisdizione dell'U.S.F.S.A. (Unione delle Società Francesi di Sport Atletici); dal 1919 opera invece sotto quella della Fédération Française de Rugby.
È impegnata annualmente nel torneo del Sei Nazioni, che la vede di fronte alle migliori compagini nazionali europee: Galles, Inghilterra, Irlanda, Italia e Scozia.
Fino al 1997, fu anche impegnata nel Campionato Europeo sotto le sue varie denominazioni (Torneo FIRA, Coppa delle Nazioni, Coppa FIRA), ottenendo la vittoria in 25 edizioni sulle 30 cui prese parte.
A livello internazionale la Francia si fregia della vittoria in 26 tornei del Cinque / Sei Nazioni, 10 dei quali vinti con il Grande Slam; inoltre, nelle sette edizioni della Coppa del Mondo cui ha preso parte, è giunta sei volte almeno in semifinale, raggiungendo in tre occasioni la finale (1987, 1999 e 2011) e classificandosi una volta terza e due volte quarta nelle altre tre occasioni, evidenziandosi quindi come una tra le migliori rappresentative a non aver mai vinto la Coppa.
A tutto il mese di maggio 2009 il record di partite disputate appartiene a Fabien Pelous, con 118 presenze tra il 1995 e il 2007; il record di punti è invece appannaggio di Christophe Lamaison, 380 tra il 1996 e il 2001; infine, il miglior realizzatore di mete è Serge Blanco, che tra il 1980 e il 1991 ne mise a segno 38.
Dal novembre 2019 il commissario tecnico della selezione è Fabien Galthié.
Al 10 marzo 2025 la squadra occupa la 4ª posizione del ranking World Rugby.

## Storia

### Origini del rugby in Francia
Il rugby giunse in Francia nel 1872, introdotto da imprenditori provenienti dal Regno Unito che avevano appreso la pratica nelle università di Oxford e di Cambridge; il primo club a essere fondato sul suolo d'Oltremanica fu il Le Havre athletic club rugby, circa un anno dopo la disputa del primo match internazionale della storia della disciplina, Scozia - Inghilterra a Edimburgo del marzo 1871.

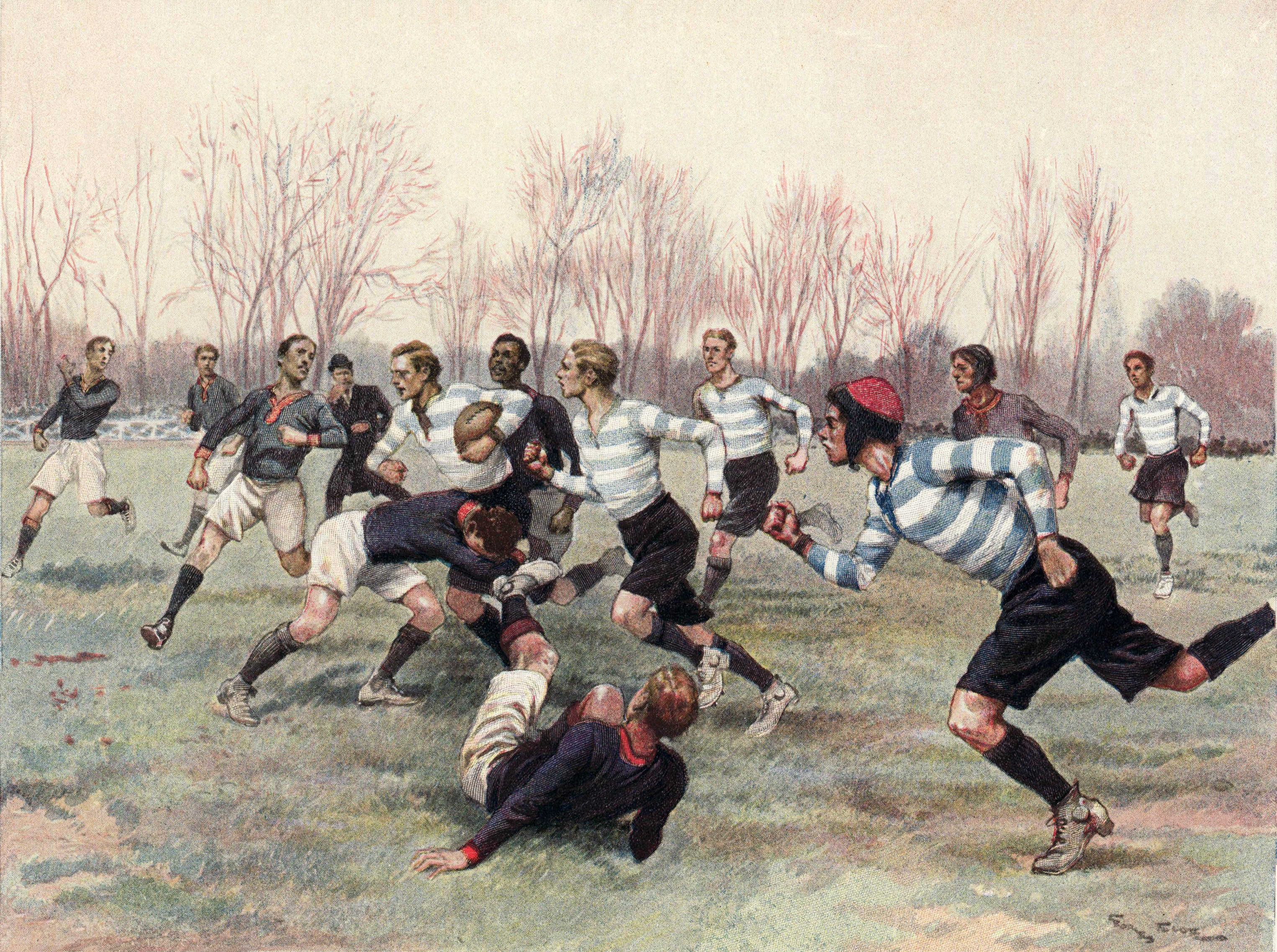
Un derby Racing (in biancoceleste) - Stade français di fine Ottocento

Una prima formazione francese impegnata in un incontro internazionale vide la luce sotto la giurisdizione della citata USFSA: un gruppo di rugbisti provenienti da Parigi (e composta da giocatori del Racing Club e dello Stade français) si recò in Inghilterra per disputare un incontro che ebbe luogo il 13 febbraio 1893 contro il Civil Service Athletic Club, il gruppo sportivo dei dipendenti pubblici della Corona; l'incontro terminò 2-0 per i britannici; l'indomani i francesi incontrarono il Richmond, perdendo 9-3, risultato notevole in considerazione del fatto che una settimana più tardi lo stesso Richmond fu battuto dal Civil Service per 0-15; il segretario della Rugby Football Union sir Rowland Hill si dichiarò stupito del fatto che «dei francesi interpretassero così bene un gioco tanto complicato».
Tre anni più tardi, il 6 aprile 1896, un'altra selezione, composta per dodici quindicesimi da quella che si era recata in Inghilterra, fu impegnata in un incontro con una formazione scozzese di Edimburgo; iniziò in tale periodo a prendere piede l'idea di formare una vera e propria rappresentativa nazionale.
Nel 1900 ai Giochi olimpici di Parigi fu disputato nel quadro delle competizioni anche un torneo di rugby, nel frattempo specializzatosi nella forma cosiddetta “a 15” o XV (Rugby union) per contraddistinguersi dagli scissionisti che nel 1895 avevano dato vita nel nord dell'Inghilterra alla variante professionistica nota come Rugby league, altrimenti detto “rugby a 13” o XIII.
A partecipare al torneo olimpico di rugby furono tre squadre in rappresentanza di Germania, Regno Unito e, appunto, Francia: a difendere i colori tedeschi il Frankfurt F.C., mentre per i britannici scese in campo la compagine inglese del Mosley Wanderers R.F.C.; la Francia allestì una squadra composta dai giocatori dei tre club parigini: oltre a quelli dei citati Racing e Stade français, furono utilizzati anche elementi del Cosmopolitain.
Al velodromo di Cipale i francesi batterono i tedeschi per 27-17 il 14 ottobre; due settimane più tardi superarono anche gli inglesi aggiudicandosi la medaglia olimpica.
Nei cinque anni successivi a tale affermazione (il rugby non ricomparve ai Giochi olimpici che nel 1908) varie selezioni francesi andarono incontro a sconfitte internazionali contro una rappresentativa non ufficiale del Canada, i gallesi dello Swansea e gli irlandesi del Bective Rangers.

### La nascita della Nazionale

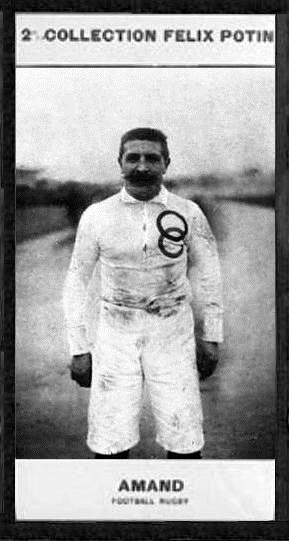
Henri Amand, internazionale francese nº 1

Si giunse così al 1906: il 1º gennaio, sotto la giurisdizione dell'Union des sociétés françaises de sports athlétiques, scese in campo al Parco dei Principi di Parigi una selezione ufficialmente chiamata "Francia", contro un avversario di rango, la Nuova Zelanda che stava affrontando il suo tour mondiale 1905/06.
La formazione francese allineava elementi delle migliori formazioni dell'epoca - Bordeaux, Stade français, Tolosa e Lione su tutti - più due naturalizzati, il nativo degli Stati Uniti Allan Muhr (Racing Club) e l'inglese William Hay Crichton (Le Havre).
L'incontro terminò 38-8 per gli All Blacks, che realizzarono 10 mete (4 trasformate) contro le due dei francesi (una delle quali trasformata).
Henri Amand, mediano d'apertura dello Stade français, nato nel 1867, fu capitano di quel primo incontro e la Federazione ne ha onorato la memoria assegnandogli il nº 1 nella lista degli internazionali che hanno giocato per la Francia.
Il 22 marzo successivo, sempre al Parco dei Principi, si tenne il primo test match contro l'Inghilterra; in tale occasione i francesi inaugurarono la loro classica tenuta di gioco tricolore: maglia blu, calzoncini bianchi e calzettoni rossi.
La gara terminò 35-8 per gli inglesi i quali, tuttavia, favorevolmente impressionati dalla prestazione dei loro avversari d'Oltremanica, li invitarono a incontrarsi su base annuale; un anno più tardi analogo invito giunse anche dalle Nazionali del Galles e dell'Irlanda.
Il 1910 fu l'anno in cui le quattro Home Nations del rugby britannico (Galles, Inghilterra, Irlanda e Scozia) ammisero la Francia nel loro Home Championship che così divenne Cinque Nazioni (che i francesi amano chiamare semplicemente Tournoi ); l'esordio assoluto della Francia era previsto per il 1º gennaio 1910; alla vigilia dell'incontro, alla stazione parigina di Saint-Lazare il responsabile della squadra Charles Brennus si accorse di avere solo 14 giocatori; convocò quindi d'urgenza Joé Anduran onde permettere alla squadra di recarsi al completo a Swansea per incontrarvi il Galles; i britannici vinsero 49-14, e fu la prima delle quattro sconfitte con cui i francesi suggellarono il loro Whitewash nel torneo; lo evitarono l'anno successivo, nel Cinque Nazioni 1911, quando sconfissero la Scozia 16-15 nella partita d'esordio a Colombes, poi, per tutto l'anteguerra, furono solo sconfitte, con tre Whitewash consecutivi, dal 1912 al 1914.
La Grande Guerra pose poi fine all'attività sportiva in tutta Europa.
In questi primi passi della Francia nel Cinque Nazioni, uno degli elementi di spicco fu l'estremo Pierre Faillot (soprannominato “l'autobus”) che, in un match contro la Scozia, marcò due mete e ne sventò una avversaria a pochi secondi dalla fine.

### Il primo dopoguerra

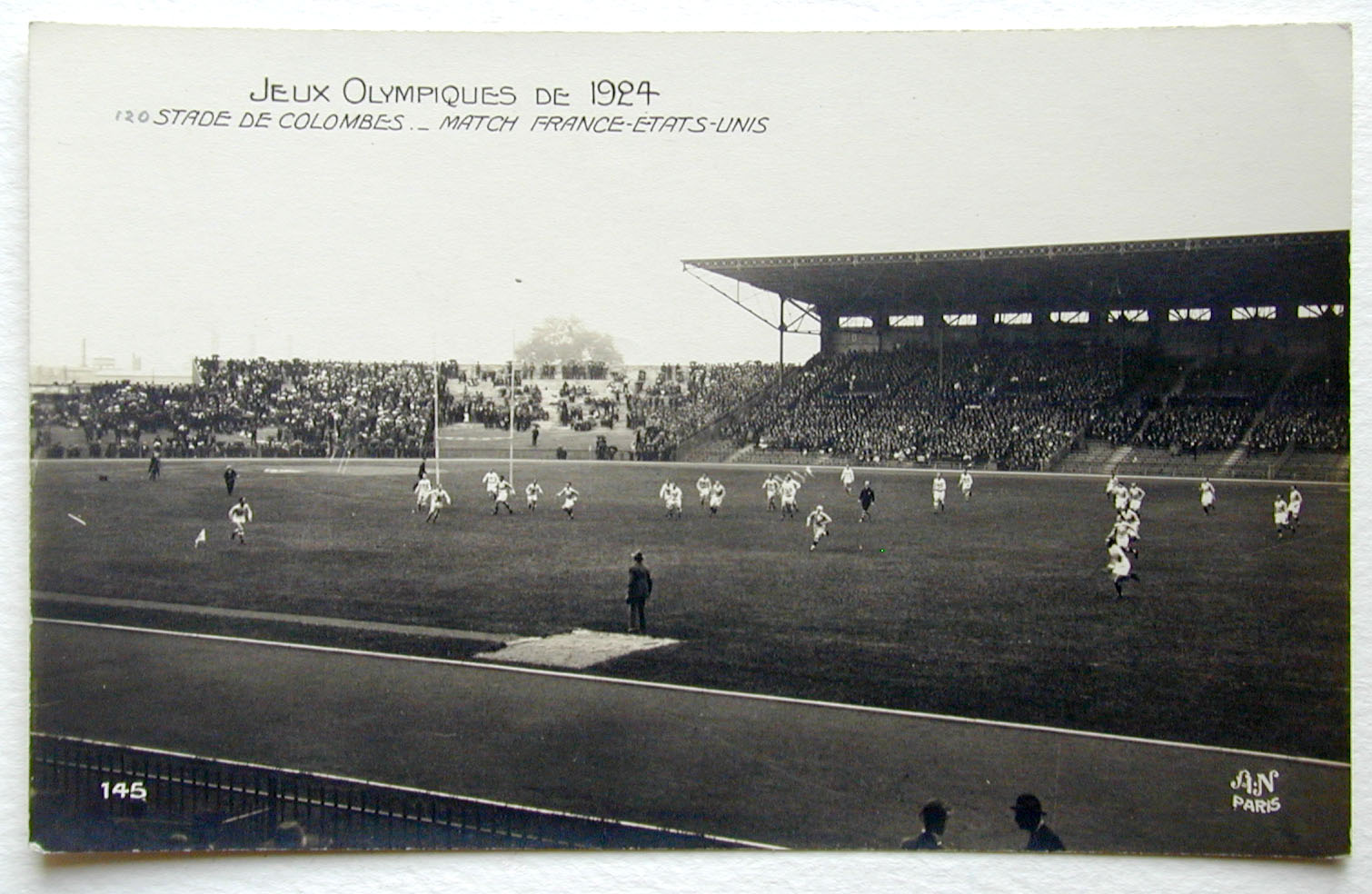
Cartolina della finale olimpica di rugby Francia -, 1924

Il primo incontro internazionale del dopoguerra su suolo francese fu disputato nel maggio 1919, tra una selezione di rugbisti inquadrati nell'esercito francese e una di neozelandesi che avevano combattuto in Europa a fianco degli Alleati; tale squadra era nota come New Zealand Army Rugby team o New Zealand Army Service, e vinse 33 delle 38 partite che disputò tra Regno Unito e Francia; gli incontri con i francesi furono due, a Parigi e Tolosa; quest'ultimo, che chiudeva anche la serie della squadra d'Oltreoceano, fu vinto dai neozelandesi di misura, 16-10, dopo che il primo fu vinto dai neozelandesi per 20-3.
Nel 1920 riprese il Cinque Nazioni, che la Francia chiuse al penultimo posto con una sola vittoria, peraltro giunta all'ultimo incontro esterno contro l'Irlanda; per tutto il decennio a seguire giunsero quattro Whitewash (1923, 1926, 1927 e 1929) e i migliori risultati nel torneo furono due vittorie per edizione, nel 1921 e 1930; il 1920 fu anche l'anno dei Giochi Olimpici di Anversa (Belgio), al cui torneo rugbistico la Francia fu l'unico Paese a partecipare insieme agli Stati Uniti; la Nazionale a stelle e strisce si impose 8-0; analogo esito ebbe il torneo dell'edizione successiva, che si svolse a Parigi e in cui gli Stati Uniti batterono i francesi 17-3, divenendo così gli attuali detentori dell'ultima medaglia olimpica assegnata per il rugby.
Lo score internazionale dei francesi a tutto il 1930 registra 13 vittorie su 30 incontri disputati; le vittorie sono, tuttavia, significative, in quanto vi compaiono la prima in assoluto contro l'Inghilterra, nel corso del Cinque Nazioni 1927 (dopo 15 sconfitte e un pari) e quella contro il Galles nel Cinque Nazioni 1928; a metà decennio un nuovo test match contro la Nuova Zelanda, a Tolosa, vinto dagli All Blacks per 30-6.

#### L'esclusione dal Cinque Nazioni
Nel 1931, sotto l'accusa di professionismo (configuratosi nelle fattispecie di rimborsi ai giocatori e trasferimenti tra i club), le quattro Home Nations espulsero la Francia dal Cinque Nazioni; influì pesantemente sul giudizio delle britanniche anche il fatto che i match di campionato francese erano divenuti via via più violenti, così come il comportamento dei tifosi durante gli incontri, nazionali e internazionali.
Inoltre, già dal 1930 un gruppo di club che denunciavano lo scivolamento verso il professionismo da parte delle migliori squadre del Paese s'erano scisse dalla Federazione e avevano dato vita all'Unione francese di rugby Dilettantistico (UFRA - Union française de rugby amateur), la quale ebbe vita breve, visto che già nel 1932 si sciolse.
Il 2 gennaio 1934 la Francia (sostenuta da Italia e Germania) si propose come capofila di un fronte che propugnava la formazione di una federazione internazionale alternativa all'IRB; nacque così a Parigi la Fédération Internationale de Rugby Amateur o FIRA, il cui primo atto ufficiale fu l'istituzione di un torneo, originariamente chiamato Torneo FIRA (poi Coppa delle Nazioni e Coppa FIRA), di fatto un campionato europeo di rugby a cui la Francia prese parte fino al 1997 e della quale vinse 25 delle 30 edizioni cui prese parte, perdendola 4 volte contro la Romania e una, l'ultima, contro l'Italia (anch'essa alla sua ultima partecipazione).
Per quasi tutto il resto del decennio, le avversarie della Francia furono Italia (primo match nel 1937), Romania e Germania; nel 1939, dopo un accordo interno tra i club dissidenti, la squadra fu riammessa al torneo d'Oltremanica, anche se l'incombente guerra stava per fermare qualsiasi attività: di fatto, per vedere la prima edizione utile del Torneo, si dovette attendere quella del 1947.
L'ultimo incontro del decennio fu contro una selezione dell'esercito britannico a Parigi nel 1940 (sconfitta 3-36).

### Il secondo dopoguerra e il rientro nel Cinque Nazioni
L'attività riprese nel 1945, a guerra quasi terminata: il 1º gennaio, sempre a Parigi, si ripresentò l'esercito britannico, questa volta sconfitto dai francesi per 21-9 la squadra fu poi ricevuta in aprile oltremanica, a Richmond, dai British Lions, venendo sconfitta 27-6.
Il primo test fu il 1º gennaio 1946 a Swansea, 0-8 dal Galles.
Esattamente un anno più tardi, e di nuovo a capodanno, la Francia rientrò di fatto nel Cinque Nazioni, battendo la Scozia 8-3 a Colombes; tra i protagonisti dell'immediato dopoguerra spicca la figura del flanker Jean Prat: questi, nativo di Lourdes e cresciuto nell'allora praticamente imbattibile club pirenaico che vinse sei campionati in dieci anni, esordì in Nazionale nell'incontro parigino contro l'esercito britannico e per un decennio fu, insieme a suo fratello Maurice, uno degli elementi più importanti della squadra che conobbe i suoi primi successi nel Cinque Nazioni.

Una fase di - Francia allo stadio Olimpico di Roma, finale della Coppa Europa 1954

A partire dal secondo dopoguerra la Francia ha effettuato numerosi tour, che dai tardi anni settanta hanno praticamente assunto cadenza annuale, salvo qualche eccezione. Le destinazioni più frequenti sono state il Pacifico (soprattutto l'Australasia) e, a seguire, il Sudamerica; relativamente poche quelle in Sudafrica, anche per via del bando imposto a quel Paese a causa dell'apartheid ivi vigente e abolito nei primi anni novanta.
- 1949 - Argentina
- 1954 - Argentina
- 1958 - Sudafrica e Rhodesia
- 1960 - Argentina
- 1961 - Australia e Nuova Zelanda
- 1964, 1967 - Sudafrica
- 1968 - Australia e Nuova Zelanda
- 1971 - Sudafrica
- 1972 - Australia
- 1974 - Sudamerica
- 1975 - Sudafrica
- 1977 - Argentina
- 1979 - Nuova Zelanda e Figi
- 1980 - Sudafrica
- 1981 - Australia
- 1984 - Nuova Zelanda
- 1985 - Sudamerica
- 1986 - Argentina ed Australasia
- 1988 - Argentina
- 1989 - Nuova Zelanda
- 1990 - Australia
- 1991 - Stati Uniti
- 1992 - Argentina
- 1993 - Sudafrica
- 1994 - Canada e Nuova Zelanda
- 1996 - Argentina
- 1997 - Australia
- 1998 - Argentina
- 1999 - Samoa, Tonga, Nuova Zelanda
- 2001 - Sudafrica, Nuova Zelanda
- 2002 - Argentina, Australia
- 2003 - Argentina, Nuova Zelanda
- 2004 - Canada, Stati Uniti
- 2005 - Sudafrica, Australia
- 2006 - Sudafrica
- 2007 - Nuova Zelanda
- 2008 - Australia
- 2009 - Australasia
- 2010 - Sudafrica e Argentina

La Francia, a parte gli incontri del Cinque Nazioni, si recò in tour due volte in Sudamerica (1949 in Argentina, 1954 Argentina e Cile), con 4 vittorie in altrettanti test match, e si ripresentò ai nastri di partenza del Torneo FIRA, nel frattempo rinominato Coppa Europa: nell'edizione 1952 incontrò in finale l'Italia e la batté all'Arena di Milano per 19-12; due anni più tardi, per l'edizione 1954, trovò di nuovo i cugini transalpini in finale, questa volta affrontati allo stadio Olimpico di Roma e battuti 39-12.
Le due squadre non si incontrarono più in una finale europea fino al 1997.
Il 1948 vide due vittorie di prestigio: in gennaio, a Colombes, i francesi riuscirono a battere (13-6) l'Australia, prima volta dei Bleus contro una Nazionale dell'Emisfero Sud; un mese più tardi, nel Cinque Nazioni, la squadra batté per la prima volta in casa sua il Galles (11-3), protagonista Robert Soro, autore di una prestazione memorabile in seconda linea, che gli valse da parte della stampa britannica l'appellativo di «Leone di Swansea»; un'altra “prima volta” ebbe luogo nel corso dell'edizione 1951 del Torneo, in cui la Francia sconfisse l'Inghilterra 11-3 a Twickenham, completando così la serie di vittorie esterne contro tutte le quattro Home Nations.
A dispetto di tali affermazioni prestigiose, per la seconda volta la Francia rischiò l'espulsione dal Cinque Nazioni: accadde nel 1952, quando le federazioni britanniche riproposero le accuse di professionismo, che spinsero la federazione francese a prometter di abolire il campionato e di non convocare quei giocatori eventualmente responsabili di aver giocato dietro compenso; ciò portò all'esclusione dalla Nazionale di alcuni elementi fondamentali, tra cui Jean Dauger, Maurice Siman e lo stesso Robert Soro il quale, peraltro, già dal 1949 si era reso indisponibile all'attività internazionale dopo che il suo compagno di reparto André Moga non era più stato convocato: Soro motivò il suo abbandono alla Nazionale dicendo che «Le seconde linee vanno in fila per due».
Accettando tali condizioni la Francia evitò l'esclusione dal Torneo, e si giunse a una soluzione di compromesso anche per il campionato, che non fu soppresso a seguito della pressione esercitata sulla federazione francese dalla maggior parte dei club.
Le affermazioni esterne conseguite su tutti i campi delle Home Nations a tutto l'inizio degli anni cinquanta non erano state tuttavia sufficienti a guadagnare il primo posto nel Cinque Nazioni: i migliori risultati ottenuti dal rientro nella competizione erano stati due piazze d'onore nel 1948 e nel 1951; di positivo per la Francia l'avere tuttavia sempre evitato il Whitewash (l'ultimo risalendo al 1929, prima dell'esclusione dalla competizione).

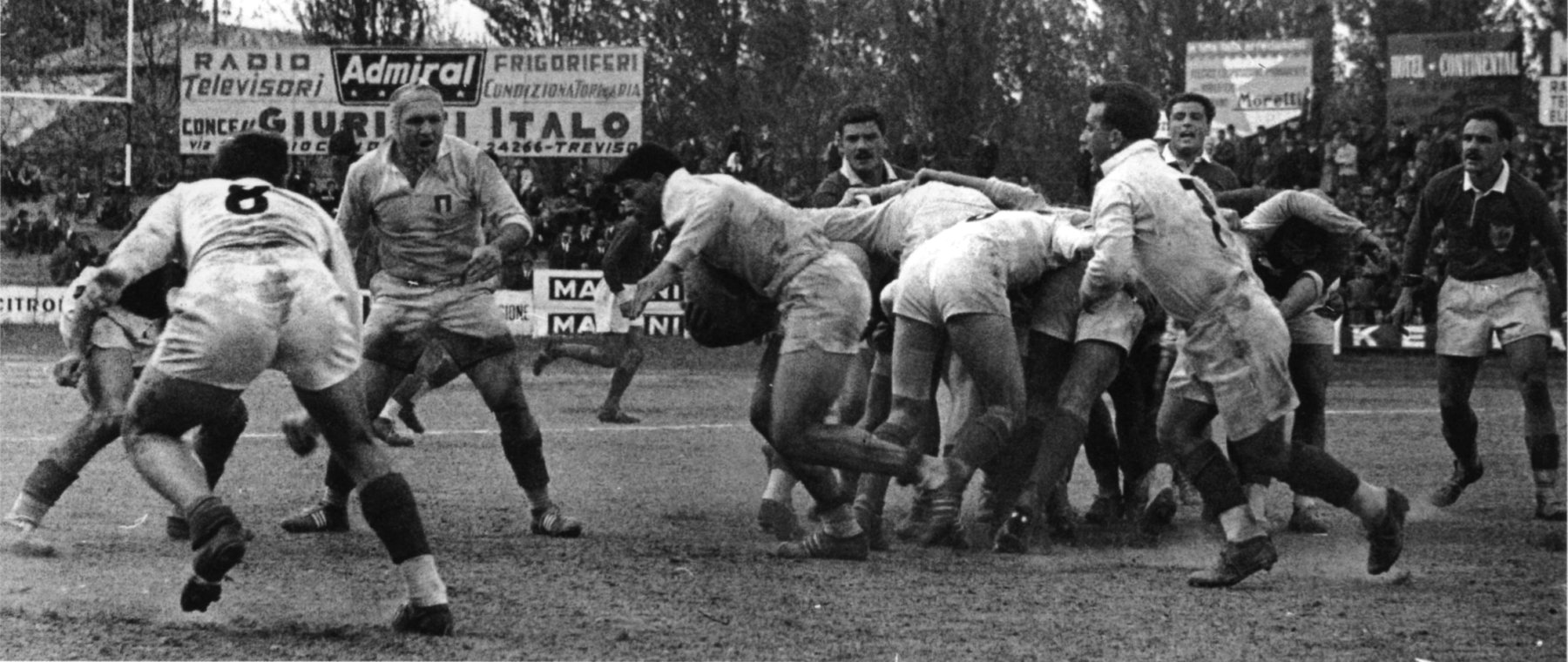
Un confronto tra e Francia a Treviso, 1960

Il 1954 fu un anno molto importante per la Francia, che conseguì due risultati mai raggiunti prima: la vittoria in un test contro la Nuova Zelanda a Colombes (3-0, meta di Jean Prat, oramai divenuto capitano della Nazionale) e la conquista del Torneo, in coabitazione con Inghilterra e Galles: le tre vincitrici si aggiudicarono tre vittorie ciascuna (due con l'Irlanda e la Scozia, che chiuse con il Whitewash, e una ciascuno contro le altre due: la Francia sull'Inghilterra, questa sul Galles e quest'ultimo, a sua volta, sulla Francia).
L'anno successivo, il Cinque Nazioni prometteva di essere perfino trionfale per la Francia: giunta all'ultima giornata con tre vittorie (tra cui, di nuovo, quella sugli inglesi a Twickenham) e la possibilità di conseguire la sua prima vittoria in solitaria, per giunta con il Grande Slam, fu sconfitta dal Galles a Colombes 11-16 e da questi raggiunta in vetta alla classifica, per una seconda vittoria condivisa del Torneo.
La partita fu caratterizzata da una vera e propria celebrazione in onore di Jean Prat, che disputava il suo ultimo Cinque Nazioni: prima dell'incontro un professionista parigino, insieme ad alcuni suoi amici, fece circolare tra gli spettatori seduti sugli spalti il testo di una petizione al presidente francese per indurlo a conferire la Legion d'onore al giocatore; dopo l'incontro i giocatori gallesi portarono in trionfo Prat in segno di omaggio; in tale occasione la stampa britannica coniò per il capitano francese il termine di Mister Rugby.
Il 16 agosto 1958 la Francia riuscì a battere anche la terza potenza dell'Emisfero Sud, il Sudafrica, addirittura in campo avverso: durante il tour estivo, che prevedeva due test match contro gli Springboks, i francesi impattarono 3-3 il primo incontro il 26 luglio a Città del Capo e vinsero 9-5 il secondo a Johannesburg.Fu la seconda squadra a sconfiggere gli Springboks in una test serie in casa loro dopo i British Lions del 1896.
A quel punto, il quadro vedeva la Francia imporsi nettamente come la miglior formazione continentale, peraltro l'unica a porsi come termine di paragone per tutto il resto d'Europa, in quanto unica a confrontarsi periodicamente sia con le quattro Nazionali storiche d'Oltremanica nel Cinque Nazioni, che con le altre continentali nella Coppa Europa Italia e Romania e, a seguire, le altre formazioni).

#### Un decennio di successi nel Cinque Nazioni
Facendo seguito alla vittoria in Sudafrica, la Francia vinse per la prima volta un Cinque Nazioni in solitaria, nel 1959 (due vittorie, un pareggio e una sconfitta); fu solo il primo di una serie che, fino al 1970, vide i Bleus primeggiare in sette edizioni: a parte la citata, nel 1960 ex-æquo con l'Inghilterra e nel 1970 con il Galles; in mezzo, quattro vittorie in solitaria, nel 1961, 1962, 1967 e, per la prima volta nella sua storia, nel 1968 con il Grande Slam.

Pierre Villepreux, tra i protagonisti del Grande Slam del

L'impresa del 1968 vide in prima linea, tra gli altri, i due fratelli Camberabero, Lilian e Guy, Claude Dourthe e Michel Yachvili: essi furono i capostipiti di famiglie di rugbisti i cui membri decenni dopo avrebbero vinto a loro volta il Torneo (Didier Camberabero), talora anch'essi con il Grande Slam (Richard Dourthe, Dimitri Yachvili). All'estremo e, talora, apertura, Pierre Villepreux, destinato anche a una notevole carriera da tecnico, sia della Nazionale italiana che di quella francese.
Quell'edizione fu vinta con vittorie esterne su Scozia e Galles (rispettivamente 8-6 e 14-9) e interne su Irlanda e Inghilterra (16-6 e 14-9) durante le quali la Francia non concesse che due mete in totale agli avversari, alla Scozia all'esordio e al Galles nell'ultimo incontro.
Quell'estate la Francia si recò in tour in Nuova Zelanda (3 incontri); furono tre sconfitte, in una delle quali tuttavia Villepreux si produsse in un piazzato calciato tra i pali da una distanza di circa 60 metri; quelle tre sconfitte furono solo le ultime di una serie di otto, a partire dal 1961, occorse contro gli All Blacks; meglio andò contro il Sudafrica: sette incontri, di cui quattro persi (due in casa), ma due vittorie di nuovo in tour, a Springs 8-6 nel 1964 e a Johannesburg 19-14 nel 1967.
A 55 anni dal loro primo incontro, quindi, la Francia non era ancora riuscita a battere in casa propria i sudafricani.
Per quanto riguarda, infine, l'altra grande Nazionale dell'Emisfero Sud, l'Australia, tra il 1958 e il 1968 la Francia la incontrò quattro volte, vincendo entrambi gli incontri interni (a Colombes, 19-0 nel 1958 e 20-14 nel 1967) e pareggiando lo score in quelli esterni (vittoria 15-8 a Sydney nel 1961 e sconfitta 10-11, sempre a Sydney, nel 1968).
Con la riformata Coppa delle Nazioni, inoltre, divenne consuetudine l'incontro annuale con l'Italia, generalmente disputato intorno a Pasqua, comunque sempre dopo il Cinque Nazioni; quello del 1963 a Grenoble sembrò per la prima volta interrompere la supremazia francese che, fino ad allora, aveva sempre vinto tutti i test match contro i suoi vicini.
La partita, che vide l'esordio di Marco Bollesan opposto al terza linea francese Michel Crauste, già compagno nel Lourdes di Jean Prat, nel frattempo divenuto commissario tecnico della Nazionale, fu condotta dall'Italia fino a pochi minuti dalla fine: sul 6-12 prima una meta portò il risultato sull'11-12 e, quasi allo scadere, un'altra meta ribaltò il risultato sul 14-12; fino al 1967 furono altri quattro gli incontri che Italia e Francia disputarono, tutti vinti da quest'ultima con scarti da +9 (12-3 a Parma, 1964) a +47 (60-13 a Tolone, 1967).
Proprio dopo l'incontro del 1967 la federazione francese decise di non schierare più la prima squadra contro l'Italia, che così non incrociò più la strada dei rivali transalpini in un test match fino al 1995.
Fatto insolito, la Francia perse nel 1969 il titolo europeo contro la Romania: fu la prima volta che la squadra dovette cedere la supremazia in ambito FIRA, cosa destinata a ripetersi solo altre cinque volte nei successivi trent'anni.

### Gli anni settanta e la lotta per la supremazia contro il Galles
Il decennio successivo vide la Francia disputarsi il dominio nel Cinque Nazioni con uno dei Galles meglio attrezzati e dotati della storia: tra il 1965 e il 1979 la compagine britannica vinse 10 titoli, con 3 Grandi Slam.
L'edizione 1971 si concluse con il punteggio pieno dei gallesi; la Francia seguì, ma distanziata, con una vittoria, due pareggi e una sconfitta e un saldo punti positivo solo di 1 (41 a 40); l'anno successivo il Cinque Nazioni non vide mai la fine: il Regno Unito si trovava in una grave situazione interna a causa delle tensioni con gli indipendentisti dell'Irlanda del Nord e, dopo il Bloody Sunday (30 gennaio 1972) e il conseguente attentato incendiario all'ambasciata britannica a Dublino, i rugbisti britannici ricevettero lettere minatorie.
A seguito di ciò, i giocatori di Galles e Scozia (molti dei quali appartenevano alla Polizia o alle forze armate britanniche) si rifiutarono di disputare le loro gare esterne in Irlanda, cosa che invece gli inglesi decisero di fare nell'edizione 1973, che passò alla storia come l'unica mai vinta ex aequo da tutte e cinque le contendenti: per ciascuna di esse, due vittorie e due sconfitte; singolarmente, ogni squadra vinse i suoi match interni (la Francia vinse i suoi contro Scozia e Galles); con il sistema di punteggio attuale (che non prevede parità e premia la differenza punti e mete) la Francia si sarebbe classificata terza e il Galles primo.
Nell'edizione 1972 particolarmente significativa fu la vittoria contro l'Inghilterra, la quale, benché ininfluente ai fini del torneo, vide la migliore affermazione francese di sempre contro i rivali d'Oltremanica, 37-12 (solo in un'altra occasione la partita si risolse in analogo scarto, 31-6 nel 2006) almeno fino al Sei Nazioni del 2023 ; nell'incontro, che fu l'ultimo disputato a Colombes (l'anno successivo la Francia si spostò al Parco dei Principi) si segnalò di nuovo Pierre Villepreux (13 punti), ispiratore della squadra che, quel giorno, a suo dire, «giocò un rugby da sogno», ricordando l'episodio a 25 anni di distanza.
Fu a metà di quel decennio che esordì un altro dei personaggi che marcò la storia del rugby internazionale francese, Jean-Pierre Rives, soprannominato Casco d'oro da un giornalista televisivo per via della sua capigliatura bionda.
Flanker originario di Tolosa, prese parte a 10 edizioni consecutive del Cinque Nazioni e guidò la Francia alla conquista di tre di essi, di cui due con il Grande Slam.

Capitano del Grande Slam del 1977, il secondo della Francia nel Torneo, era invece Jacques Fouroux (1947-2005), alla guida del pacchetto avanzato come mediano di mischia, la cui bassa statura (163 cm) gli valse il soprannome di piccolo caporale ; in quella stagione i Bleus non concessero neppure una meta ad alcun contendente: le quattro vittorie, molto combattute, furono un 16-9 interno contro i gallesi, un tesissimo 4-3 agli inglesi a Twickenham, un largo 23-3 interno alla Scozia e una vittoria a Dublino per 15-6 contro l'Irlanda.
Nel decennio 1971/80 la Francia vinse 41 incontri sui 77 disputati: 40 del Cinque Nazioni, 10 della Coppa FIRA (tutti contro la Romania, l'unico avversario in tale competizione cui la Francia riservasse all'epoca il test match) e 27 contro gli avversari extraeuropei (le tre dell'Emisfero Sud, l'Argentina e, per la prima volta dopo la finale olimpica del 1924, gli Stati Uniti a Chicago); a dispetto della percentuale non altissima di risultati positivi (53%) a essi corrisposero le citate vittorie dei Cinque Nazioni 1973 e 1977, e diverse affermazioni di rilievo, tra le quali spiccano il saldo positivo (tre vittorie contro due sconfitte) nei confronti con la Nuova Zelanda: di esse, la più notevole fu senza dubbio quella ottenuta il 14 luglio 1979 durante il tour del Pacifico: il giorno della festa nazionale francese passò alla storia del rugby di quel Paese come quello della prima vittoria sul suolo neozelandese.
Contrapposti agli All Blacks, i Bleus capitanati da Jean-Pierre Rives vinsero 24-19, con quattro mete contro le due neozelandesi; tale successo rimase nella memoria collettiva degli appassionati francesi anche se lo stesso Rives, anni dopo, ricordando quell'incontro, sostenne di non aver mai collegato alcuna simbologia a tale data.
A tal proposito, infatti, dichiarò che «poteva accadere il 15 agosto, sarebbe stato lo stesso. Oppure, diciamo, il 18 giugno» (probabilmente riferendosi al giorno del noto appello ai francesi del 1940, proclamato da Charles de Gaulle dai microfoni di Radio Londres).
La fine decennio vide anche il rugby francese a una svolta: nel 1978, infatti, la Fédération Française de Rugby fu ammessa nell'International Rugby Board, nel cui consiglio direttivo entrò con un membro (contro i due delle Nazioni fondatrici e quelle in seguito affiliatevi, Australia e Nuova Zelanda).
La Francia, quindi, non più solo a livello sportivo ma anche organizzativo, si trovò a essere la cerniera tra la IRB e la FIRA, da essa fondata, e di cui facevano parte anche Paesi come l'Italia (che entrò nell'IRB solo nove anni più tardi) e le altre Nazionali europee.

### Anni ottanta: verso la Coppa del Mondo
Gli anni ottanta si aprirono con un nuovo Grande Slam, il terzo della storia francese nel Torneo e, complice il declino della generazione di giocatori che avevano dato al Galles una messe di successi internazionali senza precedenti, videro i Bleus dominare la competizione, con 6 titoli complessivi, di cui tre a pari merito, uno in solitaria e due con lo Slam, incluso quello citato.
Gli ottanta furono anche il decennio che condusse l'universo del rugby XV verso la Coppa del Mondo, competizione ideata dalla International Rugby Board da un lato per fronteggiare il tentativo di creare un'attività parallela di stampo professionistico a opera del magnate australiano delle telecomunicazioni Rupert Murdoch e, dall'altro, per istituire un banco di prova comune e periodico per tutte le Nazionali e creare una scala di valori consolidata che andasse al di là dei risultati dei singoli tour stagionali.

#### I due Slam
Jacques Fouroux, nel frattempo ritiratosi dall'attività agonistica, divenne commissario tecnico della Nazionale proprio in occasione del Grande Slam del 1981.
Fu, quello, il periodo in cui si mise in luce, in mezzo a una generazione di giocatori nuovi che iniziarono a traghettare il rugby verso l'era del professionismo, l'ennesimo talento francese, destinato a diventare il recordman - tuttora insuperato - di mete realizzate per la sua Nazionale, e che si contraddistinse internazionalmente come uno dei migliori interpreti del ruolo di estremo, Serge Blanco.
Questi, esordiente in Nazionale nel corso dei test match autunnali del 1980, disputò tutti i Tornei del decennio, dal 1981 al 1990, e prese parte alle prime due edizioni della Coppa del Mondo.

Fouroux aveva preso in mano una Nazionale reduce da un 1980 nero: ai fasti del 1979 aveva fatto seguito, infatti, un'annata con un Cinque Nazioni chiuso in fondo alla classifica a pari punti della Scozia, con una sola vittoria, peraltro di misura, sull'Irlanda (19-18); a seguire, sconfitta nel tour sudafricano (15-37 a Pretoria, ultimo incontro francese con gli Springboks prima del bando internazionale imposto al Sudafrica a causa dell'apartheid lì all'epoca vigente) e brusco stop anche in Coppa FIRA dalla Romania (0-15 a Bucarest.
Alla guida di una squadra ancora in formazione e non perfettamente amalgamata, Foroux riuscì a costruire un gruppo basato su alcuni punti fermi (Rives) e nuovi innesti di sicuro valore (il citato Blanco, Guy Laporte, Philippe Dintrans e Pierre Berbizier), che alla prima occasione riuscirono a infilare quattro vittorie consecutive: nell'ordine 16-9 alla Scozia a Parigi, 19-13 all'Irlanda a Dublino, 19-15 al Galles di nuovo a Parigi e, a dar ulteriore prestigio all'impresa, 16-12 all'Inghilterra a Twickenham, con due mete, una delle quali trasformata, e due drop (10 punti per Laporte in tale incontro) contro solo quattro calci piazzati realizzati dall'inglese Marcus Rose, tutti messi a segno in un secondo tempo in cui la sua squadra partiva da un passivo di 0-16 maturato nella prima frazione di gioco.
Tra le altre avventure del decennio nel Cinque Nazioni, spicca quello dell'edizione 1985: la Francia lo concluse imbattuta (due vittorie e due pareggi), ciononostante non riuscì a vincero perché meglio fece l'Irlanda, tre vittorie (con le Home Nations) e un pareggio, quello appunto contro la Francia.
Nel 1987 la Francia era reduce, oltre al citato Slam, da altre due affermazioni in condominio, nel 1983 contro l'Irlanda e nel 1986 con la Scozia; Fouroux aveva via via innestato nuovi elementi come Éric Champ, l'estremo Franck Mesnel, Laurent Rodriguez, Philippe Sella e richiamato Daniel Dubroca, esordiente nel corso del trionfale 14 luglio di Auckland ma mai più utilizzato fino al 1982; proprio Dubroca era il capitano del Cinque Nazioni 1987 che la Francia iniziò in scioltezza: 16-9 al Galles a Parigi; anche quest'ennesimo Slam passò per una vittoria di prestigio contro i rivali inglesi a Twickenham, 19-15: come nel match di sei anni prima, i francesi si imposero per due mete a zero (Bonneval e Sella, quest'ultima ottenuta al 64' dopo una corsa di 70 metri) e, analogamente ad allora, Marcus Rose realizzò quattro calci piazzati (i rimanenti tre punti furono opera di un drop di Rob Andrew).
La Scozia, vincitrice due volte nelle tre edizioni precedenti, fu battuta 28-22 a Parigi; nell'ultima giornata del torneo, a Dublino, la Francia riuscì a ribaltare una situazione pesante (sotto 3-13 alla fine del primo tempo) e, grazie a due mete di Sella, trasformate da Philippe Bérot che realizzò anche due piazzati, si impose 19-13 e portò a casa il suo quarto Slam.

#### La prima Coppa del Mondo
Nel 1984 l'imprenditore televisivo australiano Rupert Murdoch cercò di dare attuazione pratica all'idea di un noto commentatore sportivo suo connazionale, David Lord, di istituire un campionato internazionale di rugby di stampo professionistico, da disputarsi in un luogo fuori dalla giurisdizione dell'International Rugby Board come il Sudafrica, all'epoca, come detto, sotto bando per via dell'apartheid; l'IRB, per anticipare le mosse di tale progetto, istituì la Coppa del Mondo di rugby, che vide ufficialmente la luce il 22 marzo 1985 durante l'esecutivo del Board a Parigi.
La prima edizione fu prevista per il 1987 e, non essendovi il tempo tecnico per organizzare gare di qualificazione, si decise di procedere a inviti: furono previste sedici squadre, otto delle quali aventi diritto: a parte la Francia, le quattro Home Nation britanniche, la Nuova Zelanda e l'Australia (che, peraltro, organizzarono congiuntamente la manifestazione) e l'Italia, prossima a entrare nell'IRB (vi aderì proprio nel 1987); altre otto furono invitate (Argentina, Canada, Figi, Giappone, Romania, Stati Uniti, Tonga e Zimbabwe).

La Francia giunse così alla Coppa del Mondo di rugby 1987 fresca di Grande Slam e in un girone iniziale che comprendeva Scozia e Romania (avversarie abituali, rispettivamente di Cinque Nazioni e Coppa FIRA) e Zimbabwe; l'esordio fu un pari contro gli scozzesi (20-20), poi un largo 55-12 sui rumeni e un ancor più rotondo 70-12 contro gli africani; la differenza punti qualificò i francesi primi sui loro rivali del Cinque Nazioni, appaiati a quota 5; nei quarti di finale la Francia si disimpegnò abbastanza agevolmente contro Figi 31-16 e, in semifinale, dovette affrontare a Sydney i padroni di casa dell'Australia.
Quel giorno il francese che ebbe più gloria fu Alain Lorieux, che marcò la meta del momentaneo sorpasso dei Bleus e poi fornì a Serge Blanco la palla per la vittoria definitiva: 30-24 fu il punteggio e la Francia andò all'Eden Park di Auckland a sfidare per la vittoria finale l'altra Nazionale ospitante, la Nuova Zelanda.
Questa, il 20 giugno 1987, si impose 29-9, con tre mete (Jones, Kirk e Kirwan) contro l'unica marcata da Pierre Berbizier e trasformata da Didier Camberabero (che realizzò anche un piazzato); da tale competizione la Francia uscì come la seconda miglior formazione mondiale e la prima in Europa, davanti al Galles classificatosi terzo assoluto.

### Gli anni novanta e il confronto con gli inglesi
Gli anni novanta videro la disputa di ben tre edizioni della Coppa del Mondo e si aprirono con la partecipazione alla Coppa del Mondo di rugby 1991 in Inghilterra: ad essa la Francia si avvicinava dopo aver condotto un Cinque Nazioni che, seppur non vittorioso (il Grande Slam fu inglese), la vide seconda con una sola sconfitta, quella, appunto, contro l'Inghilterra, con stretto margine (19-21).

#### La Coppa del Mondo 1991
Molti elementi che avevano caratterizzato il decennio precedente stavano giungendo a fine carriera: Blanco disputava quell'anno la sua ultima stagione internazionale, così Berbizier e Champ, il tallonatore Dintrans aveva lasciato la Nazionale nel 1990 mentre Dubroca, ritiratosi l'anno prima, era nel frattempo divenuto il commissario tecnico della selezione.
Fu Dubroca a dover pilotare la Francia alla Coppa del Mondo, che si rivelò un'avventura assai breve, quattro incontri: a fronte di un girone iniziale praticamente dominato, e giocato tra le mura domestiche (la Francia ospitò alcuni incontri) che vide i Bleus regolare 30-3 la Romania a Béziers, 33-9 Figi a Grenoble e, un po' faticando, 19-13 il Canada, sulla carta l'avversario meno difficile, ad Agen, il torneo terminò nei quarti di finale, disputati al Parco dei Principi, contro l'Inghilterra (10-19).
Rimane, quello del 1991, tuttora il peggior piazzamento della selezione francese nella Coppa del Mondo.
A parte tale manifestazione, il decennio fu segnato dalla rivalità nel Cinque Nazioni (dal 2000 Sei Nazioni) con l'Inghilterra: tra il 1991 e il 2000 le due Nazionali conquistarono otto Tornei, lasciandone uno al Galles nel 1994 e uno alla Scozia nel 1999, nell'ultima edizione a cinque della competizione.
Alle cinque vittorie inglesi (1991, 1992, 1995, 1996 e 2000, tre delle quali con lo Slam), fecero da contraltare tre vittorie francesi (1993, 1997 e 1998).
In particolare, il quinto e il sesto Slam della storia francese sono rilevanti perché mai i Bleus, prima d'allora, lo avevano realizzato consecutivamente (e, a tutto il 2009, neppure dopo).
Il decennio si caratterizza anche per il ritorno alle competizioni del Sudafrica, riammesso nel consesso internazionale con la fine dell'apartheid: in un tour in Europa nel 1992, gli Springboks disputarono due incontri contro la Francia, che perse il primo a Lione 15-20 ma vinse il secondo a Parigi 29-16; fu anche la prima volta di un test match concesso all'Italia 28 anni dopo il 60-13 di Tolone.
A convincere i francesi sia le buone prove dell'Italia contro le altre Nazionali IRB, sia una sconfitta subìta dalla selezione A1, la prima in assoluto di una nazionale francese, a Treviso nel 1993 per 9-16.
Il banco di prova fu la Coppa Latina 1995, disputata in Argentina: l'incontro, tenutosi a Buenos Aires, vide la Francia prevalere sull'Italia 34-22, ma quest'ultima condurre 16-10 alla fine del primo tempo: il bilancio finale vide quattro mete a uno per i francesi: Carminati, N'Tamack e due di Sadourny (più 14 punti di Deylaud) contro una di Troncon (più 17 punti di Bonomi).

#### La Coppa del Mondo 1995
Alla Coppa del Mondo di rugby 1995 la Francia giunse con Pierre Berbizier in panchina, dopo che Dubroca aveva lasciato il posto a seguito del fallimento della spedizione del 1991; l'ultima vittoria internazionale risaliva al torneo delle Cinque Nazioni 1993 e, tra quelli del 1994 e 1995 la squadra aveva un saldo di quattro vittorie e altrettante sconfitte; la competizione fu ospitata dal Sudafrica, e la Francia fu assegnata a un girone con Scozia, Tonga e Costa d'Avorio, vinto a punteggio pieno con scarti di +28 (su Tonga) e +36 (sulla Costa d'Avorio); la Scozia fu battuta 22-19 e relegata al secondo posto del girone, a incontrare nei quarti la Nuova Zelanda; i francesi trovarono invece l'Irlanda, doppiata 32-16.
In semifinale, come già successe nel 1987, la Francia trovò il Paese ospitante: il Sudafrica si impose, anche se di stretta misura (19-15), per una sola meta a zero (di Ruben Kruger, trasformata da Joël Stransky), più quattro piazzati dello stesso Stransky, contro cinque piazzati francesi di Thierry Lacroix, che in tale edizione della Coppa si mise in luce sia come miglior marcatore assoluto (112 punti) che come miglior trasformatore di calci piazzati (8, nella vittoria contro l'Irlanda).
La finale per il terzo posto fu poi vinta contro i consueti rivali dell'Inghilterra per 19-9.

#### I due Slam consecutivi e la prima sconfitta contro l'Italia
Berbizier lasciò quindi la conduzione tecnica della Nazionale, che fu affidata a Jean-Claude Skrela; dopo un 1996 anonimo (due vittorie e due sconfitte nel Cinque Nazioni, una vittoria, su quattro incontri, nei confronti con Argentina e Sudafrica, il 1997 fu l'anno del quinto Slam al Torneo: capitano della squadra il franco-marocchino Abdelatif Benazzi, a terza centro Fabien Pelous, futuro recordman di presenze, all'apertura (e, talora, primo centro) Christophe Lamaison, destinato a divenire il miglior realizzatore internazionale del suo Paese; a contorno il mediano di mischia Guy Accoceberry, in prima linea Christian Califano, uno dei piloni dalla più lunga carriera in Nazionale (più di lui solo Sylvain Marconnet) e primo nel suo ruolo a realizzare tre mete in un incontro (contro la Romania l'anno prima).
L'apertura vide la Francia passare 23-15 a Dublino contro l'Irlanda e, quasi un mese più tardi, a Parigi, battere il Galles 27-22; per la terza volta, uno Slam passò per una vittoria a Twickenham, 23-20 contro l'Inghilterra, peraltro unica squadra a cui la Francia non riuscì a segnare più di due mete, laddove tutti gli altri furono regolati con quattro mete ciascuno: la chiusura fu a Parigi, il 15 marzo contro la Scozia, più che doppiata con un 47-20 che sancì la conquista dell'ennesimo Grande Slam.
Una settimana dopo la vittoria a punteggio pieno nel Cinque Nazioni, la Nazionale dovette affrontare la finale di Coppa FIRA 1995/97 contro l'Italia; si trattava di una competizione a cui la Francia ormai partecipava con le selezioni minori (A1 e, talora, Militare) riservandosi, di fatto, il test match solo contro la Romania.
Tuttavia, per via di una promessa strappata prima del Cinque Nazioni dal neoeletto presidente federale italiano Giancarlo Dondi al suo collega, e amico, Bernard Lapasset, all'epoca a capo della federazione francese, quest'ultimo acconsentì a concedere all'Italia il test match, che si tenne allo stadio Lesdiguières di Grenoble: a garanzia della serietà dell'impegno francese Skrela schierò in campo nove elementi reduci dallo Slam (Accoceberry, Aucagne, Benetton, Dal Maso, Miorin, Merle, Pelous, Sadourny e Tournaire).
Assistente di Skrela sulla panchina francese, Pierre Villepreux, che ben conosceva l'Italia per averla allenata nel triennio 1978/81.
L'Italia si impose 40-32 (il tabellino registra quattro mete per parte, una delle quali tecnica, per la Francia: a fare la differenza furono i calci da fermo, grazie ai quali l'italiano Diego Domínguez realizzò 20 punti): fu la prima sconfitta francese contro i cugini d'Oltralpe, e la circostanza favorì indirettamente l'allargamento del torneo delle Cinque Nazioni che, un anno più tardi, aprì le porte anche alla stessa Italia a partire dal 2000.
Il 1998 vide, come detto, la Francia ripetere l'impresa dell'anno prima e realizzare la sua prima serie di Slam a seguire: caddero nell'ordine l'Inghilterra, questa volta a Parigi (24-17), Scozia a Murrayfield 51-16, Irlanda di nuovo a Parigi 18-16 e il Galles, umiliato 51-0 con sette mete a Wembley (stante l'inagibilità per ristrutturazione dell'Arms Park di Cardiff).
Al doppio Slam fece seguito, nel 1999, il Cucchiaio di legno: nell'ultima edizione a cinque, che vide la vittoria della Scozia, la Francia vinse solo un incontro, quello inaugurale a Dublino contro l'Irlanda (16-15); l'Inghilterra si prese la rivincita dell'anno prima doppiando (10-21) i Bleus a Twickenham e il Galles vinse 34-33 a Parigi; quanto alla Scozia, anch'essa passò a Parigi, per 36-22: con tale vittoria affiancò la capolista Inghilterra e vinse il Torneo che, dall'edizione 1994, non prevedeva più le vittorie condivise.

#### La Coppa del Mondo 1999
La Coppa del Mondo di rugby 1999 che si tenne in autunno, benché organizzata dal Galles, previde sedi in tutto il Regno Unito, Irlanda e anche nella stessa Francia; la Nazionale fu assegnata a un girone che disputò i suoi incontri a Béziers, Bordeaux e Tolosa; opposta a Canada, Namibia e Figi i Bleus vinsero il girone a punteggio pieno (rispettivamente 33-20, 47-13 e 28-19); nei quarti trovarono l'Argentina che doppiarono 43-21 e in semifinale dovettero affrontare gli All Blacks a Twickenham: sotto per 10-17 alla fine del primo tempo, la Francia riuscì a ribaltare il risultato e a portare a casa la finale, imponendosi per 43 a 31 con 26 punti di Christophe Lamaison, che in tale incontro realizzò il full (una meta, quattro trasformazioni, tre calci piazzati e due drop), anche se poi nella successiva finale, al Millennium Stadium di Cardiff, fu sconfitta dall'Australia 12-35: entrambe eguagliarono il loro miglior risultato in Coppa del Mondo, l'Australia il torneo vinto nel 1991, la Francia il secondo posto del 1987.
Il decennio si chiuse con il primo Torneo allargato, il Sei Nazioni 2000, che vide ai nastri di partenza anche l'Italia; la Francia lo chiuse al secondo posto con tre vittorie e due sconfitte, dietro l'Inghilterra.

### La Francia del nuovo millennio
Il nuovo millennio si aprì con un penultimo posto francese nel Sei Nazioni 2001: solo l'Italia fece peggio, con Cucchiaio di legno e Whitewash; tuttavia, delle nove edizioni a tutt'oggi disputate nel decennio, la Francia ne vanta quattro conquistate, due delle quali con il Grande Slam, che portano il totale a 24 edizioni vinte, 8 delle quali a punteggio pieno.
Fu anche il decennio in cui la Francia partecipò a due Coppe del Mondo: ormai impegno fisso per tutte le Nazionali maggiori, anche la scelta del commissario tecnico, a partire dal 1991, divenne condizionato dalla cadenza quadriennale della massima rassegna internazionale del rugby a 15.
Al primo C.T. Fouroux, che aveva guidato la squadra nella I edizione della competizione, aveva fatto seguito Dubroca, che, benché subentrato nel 1990, rimase solo fino alla fine della II Coppa del 1991; Berbizier fu il C.T. dell'avventura francese alla III Coppa nel 1995, e dopo di lui Skrela, il cui mandato terminò dopo la Coppa del 1999; Bernard Laporte, il tecnico che accompagnò la squadra nel nuovo millennio, costituisce a tutt'oggi un'eccezione, avendo guidato la Francia per otto anni in due Coppe del Mondo consecutive, quella del 2003 in Australia e quella, casalinga, del 2007.

#### I Grandi Slam più recenti

Francia e allo stadio Flaminio di Roma, Sei Nazioni 2007

La squadra rilevata da Bernard Laporte dopo il secondo posto alla Coppa del Mondo di rugby 1999 necessitava di rinnovamenti, che furono anche alla base degli alterni risultati del biennio 2000-2001: a fronte delle non eccelse prestazioni nel Torneo, la Francia ebbe alcuni risultati interessanti, come la vittoria sulla Nuova Zelanda nel corso dei test autunnali del 2000 e le due sul Sudafrica nel 2001, una esterna durante il tour estivo, e l'altra interna quando gli Springboks restituirono la visita in novembre; in tale occasione, la Francia ottenne pure una vittoria 14-13 sull'Australia.
A far parte della rinnovata squadra, in terza linea elementi come Serge Betsen (che fu esordiente nella sconfitta di Grenoble contro l'Italia, ma mai più utilizzato fino al 2000) e Patrick Tabacco, Sylvain Marconnet in prima linea (anch'egli esordiente sotto la gestione-Skrela ma utilizzato assiduamente solo con Laporte) e, all'apertura, David Skrela, figlio dell'ex-C.T. Jean-Claude, messosi in luce nel Colomiers e destinato a una carriera di successo allo Stade français.
L'esordio nel Sei Nazioni 2002 fu una vittoria 33-12 sull'Italia allo Stade de France, che dal 1998 aveva preso il posto del Parco dei Principi: due mete a zero (Betsen e Traille) e 23 punti di Merceron (destinato a diventare il miglior realizzatore di quell'edizione con 80 punti) contro i 12 di Domìnguez; più combattuto l'incontro di Cardiff contro il Galles, con tre mete per parte (quelle francesi furono di Rougerie e due di Marsh): a decidere furono i calci piazzati, quattro per il Galles (di Jones) cinque più un drop per i francesi (Merceron, incluso il drop, e Traille), per il 37-33 finale.
I calci da fermo decisero anche la sfida contro l'Inghilterra a Saint-Denis: a fronte di due mete per parte (per la Francia Merceron e Harinordoquy), i francesi ne convertirono due contro una inglese, e realizzarono due piazzati (ancora con Merceron) contro l'unico messo a segno da Wilkinson, il che diede uno score finale di 20-15; più agevole la vittoria a Murrayfield contro la Scozia, 22-10 frutto di tre mete (due di Marsh e una di Galthié) contro una; perfino trionfale la chiusura contro l'Irlanda, cui la Francia inflisse un 44-5 con cinque mete a una (Rougerie, poi due ciascuna Betsen e Brusque).
Si trattò del primo Slam da cinque incontri per la Francia.
Lo Slam del 2004, invece, grazie al contributo determinante nei primi tre match dei due uomini di cerniera, Michalak ed Élissalde (idonei a scambiarsi vicendevolmente i ruoli di mediano di mischia e di apertura), partì con altrettante nette affermazioni: 35-17 all'Irlanda e 25-0 all'Italia, entrambe a Saint-Denis, e 29-22 al Galles a Cardiff: 51 punti dei 79 francesi furono realizzati dalla coppia di mediani.
I 16 punti di Dimitri Yachvili arrotondarono le tre mete con cui la Francia batté la Scozia 31-0 a Murrayfield nella quarta partita, e nel finale a Saint-Denis, come due anni prima, fu di nuovo la piazzola a fare la differenza contro l'Inghilterra: alle due mete francesi di Harinordoquy e Yachvili, fecero da contraltare quelle inglesi di Cohen e Lewsey, così come le trasformazioni, una per parte.
Yachvili mise a segno 12 punti su calcio piazzato contro i 9 di Barkley e la Francia vinse 24-21, conseguendo quello che è a tutt'oggi il suo ultimo Grande Slam.
A completare il quadro di successi nel decennio, altri due Tornei del Sei Nazioni, nel 2006 e 2007; a impedire lo Slam alla Francia, rispettivamente la Scozia (20-16 a Murrayfield) e l'Inghilterra (26-18 a Twickenham).

#### Le Coppe del Mondo 2003 e 2007

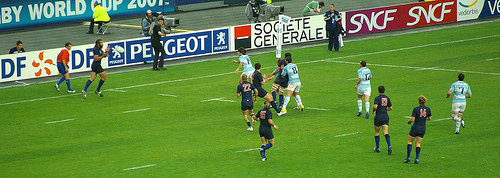
L'incontro d'esordio della Coppa del Mondo 2007 tra Francia e

Alla Coppa del Mondo di rugby 2003 in Australia, la prima a prevedere 5 squadre per ogni girone di prima fase, per accedere ai quarti la Francia dovette fronteggiare, nell'ordine, Figi, Giappone, Scozia e Stati Uniti, tutte regolate con scarti minimi di più di 20 punti (rispettivamente 61-18, 51-29, 51-9 e 41-14).
Sugli scudi, in tale fase, l'apertura Michalak, che alla fine del torneo risultò il secondo miglior realizzatore con 103 punti, alle spalle dell'inglese Jonny Wilkinson (113), in tale edizione laureatosi campione del mondo.
Nei quarti di finale la Francia si trovò opposta all'Irlanda, superata 43-21 (con 19 punti di Michalak); altro incontro da Sei Nazioni in semifinale, con l'Inghilterra, avviata a vincere la competizione in finale sull'Australia, che con 24 punti di Wilkinson (5 piazzati e 3 drop) rese vana l'unica meta marcata in tutto l'incontro, da parte francese (Betsen, trasformata ancora da Michalak).
I Bleus persero anche la finale per il 3º posto contro gli All Blacks, che si imposero per 40-14 (e 6 mete contro una).
Alla Coppa del Mondo di rugby 2007, che la Francia ospitava, l'esordio dei Bleus fu decisamente negativo: opposti nella partita inaugurale del torneo all'Argentina furono da questa sconfitti 12-17, di fatto venendo costretti a lottare per il secondo posto nel girone, tuttavia facilmente raggiunto grazie alle larghe vittorie su Namibia (87-10), Irlanda (25-3) e Georgia (64-7).
Nei quarti la Francia trovò la Nuova Zelanda, vincitrice del suo girone; al Millennium Stadium di Cardiff i Bleus sovvertirono il pronostico e si imposero 20-18 sugli All Blacks nel corso di un incontro che pareva essere compromesso dopo i primi 20': due piazzati di Carter e una meta (trasformata sempre da Carter) di McAlister avevano mandato la Francia sotto di 0-13, e solo un piazzato di Beauxis allo scadere di tempo aveva mandato le due squadre all'intervallo sul 3-13; nella ripresa due mete francesi (Dusautoir e Jauzion, entrambe trasformate, rispettivamente da Beauxis ed Élissalde) contro quella All Black di So'oialo, non trasformata, fecero la differenza, insieme a un altro calcio franco di Beauxis: 17-5 il parziale della ripresa, per un 20-18 totale che mandò la Francia in semifinale contro l'Inghilterra; a Saint-Denis la squadra non ripeté l'impresa: gli inglesi, con una meta di Lewsey e due calci e un drop di Wilkinson contro i tre calci di Beauxis portarono a casa l'incontro per 14-9; alla Francia rimase la finale per il 3º posto, disputata al Parco dei Principi contro l'Argentina, la Nazionale incontrata all'esordio, e dalla quale fu di nuovo sconfitta, in maniera perfino più netta: 34-10.

#### La Francia di Lièvremont
Detto incontro fu l'ultimo del C.T. Bernard Laporte, che già aveva annunciato il suo ritiro per intraprendere la carriera politica.
Il suo posto fu preso da Marc Lièvremont il quale ha guidato la Francia per quattro edizioni del Sei Nazioni (2008, 2009, 2010 e 2011), nel tour estivo 2008 in Australia (due sconfitte, 13-34 e 10-40 contro gli Wallabies), nella serie di test match dell'autunno successivo (vittoria contro Argentina e Pacific Islanders, e di nuovo sconfitta contro l'Australia), nel tour del giugno 2009 in Australasia (una vittoria e una sconfitta contro la Nuova Zelanda, 27-22 a Dunedin e 10-14 a Wellington, e una sconfitta a Sydney contro l'Australia 6-22 nel match di chiusura della serie e nella Coppa del Mondo di rugby 2011. Al termine del Sei Nazioni 2010 (il terzo sotto la guida di Lièvremont) la Francia tornò a vincere il torneo, tre anni dopo l'ultima volta, con il Grande Slam, tuttavia l'anno seguente la Nazionale transalpina non riuscì a riconfermare il titolo, classificandosi al secondo posto alle spalle dell'Inghilterra. Lievrèmont si presentò alla Coppa del Mondo di rugby 2011 in Nuova Zelanda da dimissionario, e riuscì a condurre la Francia al passaggio del turno pur perdendo due incontri nel girone di qualificazione (contro i padroni di casa e Tonga), ma nei quarti di finale riuscì a eliminare l'Inghilterra 19-12 e, nella successiva partita di semifinale, anche il Galles per 9-8. In finale la Francia si arrese alla Nuova Zelanda per 7-8 al termine di una partita molto chiusa e nervosa. Dopo il torneo Lièvremont ufficializzò le sue dimissioni dall'incarico.

#### Le gestioni Saint-André e Novès (2011-2017)
Per il cambio in panchina la Federazione Francese optò per Philippe Saint-André il quale restò alla guida della selezione fino al 2015. Nei quattro Sei Nazioni alla guida della Nazionale l'ex tecnico del Tolone ottenne 3 quarti posti (2012, 2014 e 2015) e il Cucchiaio di legno nel 2013, inoltre Saint-André guidò la Francia alla Coppa del Mondo di rugby 2015 con sede in Inghilterra, i transalpini vennero inseriti nel girone C assieme a Irlanda, Italia, Romania e Canada: il torneo iniziò il 19 settembre con il successo per 32-10 sull'Italia, arrivarono altre 2 vittorie, rispettivamente, 38-11 contro la Romania e 41-18 contro il Canada, il girone si concluse con la sconfitta per 9-24 a Cardiff contro l'Irlanda, comunque i tre successi furono sufficienti a posizionarsi al secondo posto, davanti all'Italia e dietro la Nazionale del trifoglio. Superata la prima fase la Francia dovette sfidare ai quarti di finale i Campioni del mondo in carica della Nuova Zelanda (contro cui la Nazionale transalpina aveva perso la finale della Coppa del Mondo nel 2011), anche in questo caso gli All Blacks ebbero la meglio sui vice-Campioni del Mondo, 62-13 fu il punteggio finale. In seguito all'eliminazione dal torneo Philippe Saint-André fu sollevato dall'incarico e venne ingaggiato come nuovo commissario tecnico Guy Novès. L'ex allenatore del Tolosa esordì sulla panchina della Nazionale Francese il 6 febbraio 2016, nella prima giornata del Sei Nazioni battendo per 23-21 l'Italia allo Stade de France, il torneo proseguì con una vittoria per 10-9 sull'Irlanda (sempre a Parigi) e con tre sconfitte: 19-10 al Millennium Stadium di Cardiff, 29-18 a Murrayfield contro la Scozia e 21-31 allo Stade de France contro l'Inghilterra. Dopo la fine del torneo, concluso al quinto posto con quattro punti davanti all'Italia, la Francia di Novès giocò due partite a giugno contro l'Argentina (sconfitta per 30-19 il 19 giugno e vittoria 27-0
il 25 giugno) e successivamente nel mese di novembre iniziarono le Autumn Nation Series, rispettivamente contro Samoa, Australia e All Blacks, i transalpini vinsero contro Samoa 52-8, ma persero le successive due partite contro le Nazionali oceaniche (23-25 contro l'Australia e 19-24 contro la Nuova Zelanda). Il 18 gennaio 2017 Guy Novès ufficializzò la lista dei convocati per il Sei Nazioni, la rosa era composta sia dai veterani della nazionale (il capitano Guilhem Guirado, il mediano di mischia Maxime Machenaud, il terza linea-centro Louis Picamoles...), ma anche da giovani prospetti del rugby francese, alcuni di questi già inseriti nelle convocazioni da qualche anno (il terza linea Gaël Fickou, i piloni Uini Atonio e Cyril Baille..), mentre altri erano veri e propri esordienti (il giovanissimo mediano di mischia Antoine Dupont..): il torneo iniziò il 4 febbraio con gli uomini di Novès impegnati nella trasferta di Twickenham contro l'Inghilterra, il primo tempo si concluse sul punteggio di 9-9 frutto di tre calci di punizione di Camille Lopez per la Francia e per l'Inghilterra due calci di punizione di Owen Farrell e uno di Elliot Daly, il secondo tempo si aprì con un altro calcio di punizione di Farrell, il quale fissò il punteggio sul 12-9 in favore degli Inglesi, al minuto 59 la Francia andò in meta col pilone Rabah Slimani e grazie alla trasformazione di Lopez i transalpini passarono in vantaggio per 16-12, a dieci minuti dalla fine l'Inghilterra trovò la prima meta dell'incontro grazie a Ben Te'o, anche in questo caso Farrel non fallì la trasformazione fissando il punteggio finale sul 19-16 per l'Inghilterra. Il torneo proseguì con la vittoria per 22-16 contro la Scozia (per la Francia una meta di Gaël Fickou e cinque calci di punizione di Lopez, per la Scozia una meta di Stuart Hogg, una di Tim Swinson e due calci di punizione di Finn Russell) a Parigi e la sconfitta per 19-9 all'Aviva Stadium contro l'Irlanda. Passate due settimane dalla trasferta irlandese Novès e i suoi ragazzi arrivano a Roma per sfidare l'Italia nella quarta giornata del Sei Nazioni: il match si aprì con la meta del capitano italiano Sergio Parisse (trasformazione mancata da Canna), nonostante lo spavento iniziale la Francia riuscì a vincere per 40-18, da notare che quel pomeriggio Novès fece esordire il giovanissimo e futuro capitano francese Antoine Dupont, il torneo transalpino si concluse con la spettacolare vittoria ottenuta contro il Galles per 20-18, maturata grazie alla meta di Camille Chat al centesimo dopo venti estenuanti minuti di assedio francese. Il 27 dicembre 2017 in seguito alle sole sette vittorie sulle ventuno partite da CT della Nazionale Guy Novès venne sollevato dall'incarico.

#### Il ritorno di Jacques Brunel (2017-2019)
Per sostituire l'uscente Guy Novès venne scelto l'ex commissario tecnico dell'Italia Jacques Brunel, il quale aveva già fatto parte dello staff della Nazionale transalpina da allenatore in seconda sotto la gestione di Bernard Laporte dal 2001 al 2007. Il primo impegno per il nuovo allenatore fu il Sei Nazioni 2018. La lista dei convocati venne diramata il 17 gennaio e rimase pressoché invariata da quella dell'anno precedente, ma da segnalare fu senza dubbio il ritorno del pilone Mathieu Bastareaud e del mediano di mischia del Clermont Morgan Parra, assente dalla nazionale dalla Coppa del Mondo 2015. Il torneo si aprì il 3 febbraio allo Stade de France contro l'Irlanda, la partita fu senza dubbio molto nervosa, da una parte vi era una Francia desiderosa di porre le basi per tornare ad alti livelli, dall'altra gli irlandesi vogliosi di tornare a vincere il torneo dopo tre anni, la Francia lottò e fino al minuto 80 rimase in vantaggio per 13-12, nell'extra-time assedio irlandese respinto continuamente dai transalpini per oltre 40 fasi fino al Drop da metà campo di Jonathan Sexton, la palla si alzò ed entrò dolcemente dentro i pali, 13-15 per l'Irlanda il punteggio finale, futura vincitrice del torneo e dello Slam. Dopo la sconfitta a Parigi la Francia dovette andare ad Edimburgo ad affrontare la Scozia del nuovo allenatore Gregor Townsend, anche in questo caso nonostante un buon avvio con le due mete di Teddy Thomas gli Scozzesi ebbero la meglio vincendo 32-26, come con l'Irlanda i transalpini ottennero il punto bonus difensivo. La terza gara del torneo, contro l'Italia, si concluse con il punteggio di 34-17 a favore della Francia, da segnalare però fu la sede dell'incontro, infatti la partita rappresenta il debutto della Nazionale Francese nel Sei Nazioni allo Stadio Vélodrome di Marsiglia. Nella quarta giornata un'altra vittoria, 22-16 sull'Inghilterra allo Stade de France e infine l'ultima gara vide gli uomini di Brunel sconfitti per 14-13 al Principality Stadium di Cardiff contro il Galles, ottenendo anche in questo caso il bonus difensivo, con un totale di due vittorie e tre sconfitte in cinque gare raggiunse il quarto posto con 11 punti, davanti a Inghilterra e Italia. Concluso il Sei Nazioni ci fu il tour in Nuova Zelanda, il quale comprendeva un trittico di partite contro gli All Blacks, in tutte e tre le gare la Francia rimediò tre sconfitte,: 52-11 all'Eden Park di Auckland, 26-13 al Westpac Stadium di Wellington e 49-14 al Forsyth Barr Stadium di Dunedin. Passati cinque mesi iniziarono le Autumn Nations Series contro Springboks, Argentina e Fiji, le tre partite si tramutarono in una vittoria (28-13 contro l'Argentina) e due sconfitte (29-26 contro il Sudafrica e 14-21 contro le Fiji).

## Colori e simboli
Originariamente la maglia della Nazionale era bianca, e lo stemma che su di essa campeggiava erano due anelli, uno rosso e uno blu.
Si trattava dello stemma dell'Unione delle società francesi di sport atletici o USFSA, associazione onnisportiva fondata nel 1887 a Parigi e inizialmente rappresentante solo club di atletica, ma in seguito allargata ad altri sport (hockey su prato, calcio, scherma, nuoto, rugby XV).

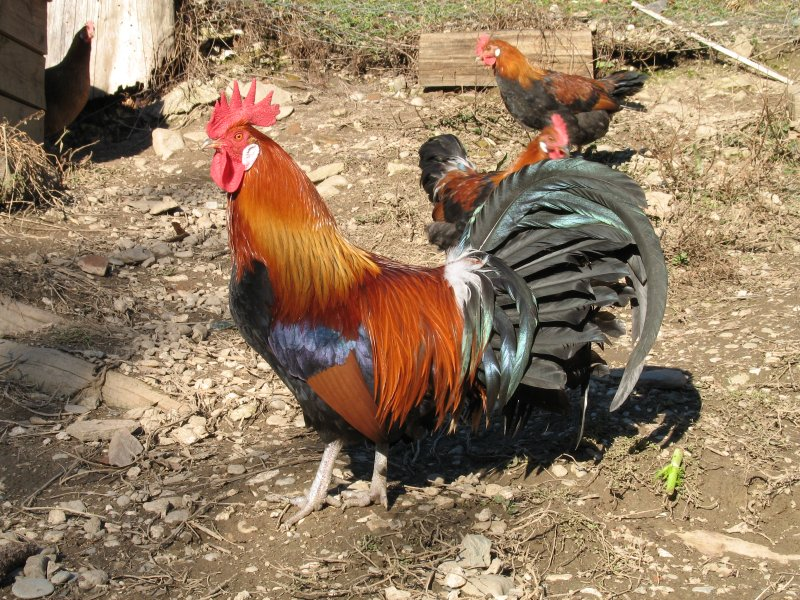
Un gallo di razza francese

I due cerchi dell'USFSA, tra l'altro, ispirarono la foggia del simbolo olimpico a cinque anelli, ideato dal barone Pierre de Coubertin; prima del 1920 quasi tutti gli sport gestiti dall'USFSA avevano una loro Federazione autonoma (per quanto riguarda il rugby XV, la Fédération Française de Rugby) e l'Unione si sciolse.
Dopo la prima vittoria francese sulla Scozia (1911), il capitano Marcel Communau impose alla squadra un'uniforme nazionale, composta di maglia blu, pantaloncini bianchi e calzettoni rossi, avente come stemma un gallo, giocando sul termine latino gallus che può riferirsi sia al citato animale che al popolo celtico noto come Galli, che viveva nell'attuale Francia.
Il gallo fu quasi subito adottato, anche in altri ambiti diversi da quello sportivo, come simbolo di combattività e fierezza del popolo francese; durante un Francia - Inghilterra di un Cinque Nazioni degli anni sessanta, in una fase in cui, pur vincendo 13-12, i Bleus erano in difficoltà, il pilone Aldo Gruarin disse ai suoi compagni: «Ehi! Su la testa, portiamo un gallo, non una faraona! E allora cantiamo!».
Inizialmente bianco e rosso, il gallo fu mantenuto anche con la nascita della Fédération Française de Rugby, che invero acquisì subito tale simbolo nel suo marchio, che tuttora è presente in forma stilizzata (blu, con cresta e bargigli rossi su sfondo bianco, contornato da un pallone da rugby con la parte superiore dell'ellisse blu e quella inferiore rossa, a richiamare i colori della bandiera nazionale).
Nel secondo dopoguerra lo stemma sulla maglietta divenne bordato multicolore; attualmente è giallo su uno scudo rosso, e riporta in basso l'acronimo della federazione, F.F.R.; il rugby fu precursore dell'utilizzo del gallo: in seguito altre federazioni (come per esempio la F.F.F., federazione calcistica) acquisirono il simbolo e non è infrequente, ancor oggi, vedere i tifosi francesi (di rugby, ma anche di calcio che, al pari dei primi, adottano tale animale come mascotte) liberare un gallo adulto sul terreno di gioco.
Il colore dell'uniforme pose inizialmente problemi quando si dovette affrontare la Scozia, che veste una maglia blu anch'essa, pur non della stessa tonalità; in seguito il problema si pose anche con l'Italia, quando questa adottò l'uniforme azzurra: negli incontri casalinghi, per dovere di ospitalità, in questi casi la Francia prese l'abitudine di vestire una maglia bianca, con pantaloncini blu e calzettoni rossi.
Nel 2003 i pantaloncini della prima uniforme divennero blu; inoltre, fino al 2007 le magliette erano di colore blu elettrico; in occasione della Coppa del Mondo di rugby 2007 le uniformi divennero blu scuro, compresi i calzettoni.
La seconda uniforme divenne completamente bianca.
Le uniche tracce di blu elettrico rimaste sull'uniforme furono quelle di una banda diagonale, dalla spalla destra al fianco sinistro, che figura in entrambe le versioni della tenuta di gioco.
Il fornitore della Nazionale è dal 2012 l'Adidas, che si avvicenda alla statunitense Nike, che fornì le uniformi per i 13 anni precedenti; dal 2019 il fornitore è Le Coq Sportif.

## Stadio
Fino dalla sua istituzione, la città di elezione delle gare interne della Francia è stata sempre Parigi, con qualche eccezione.

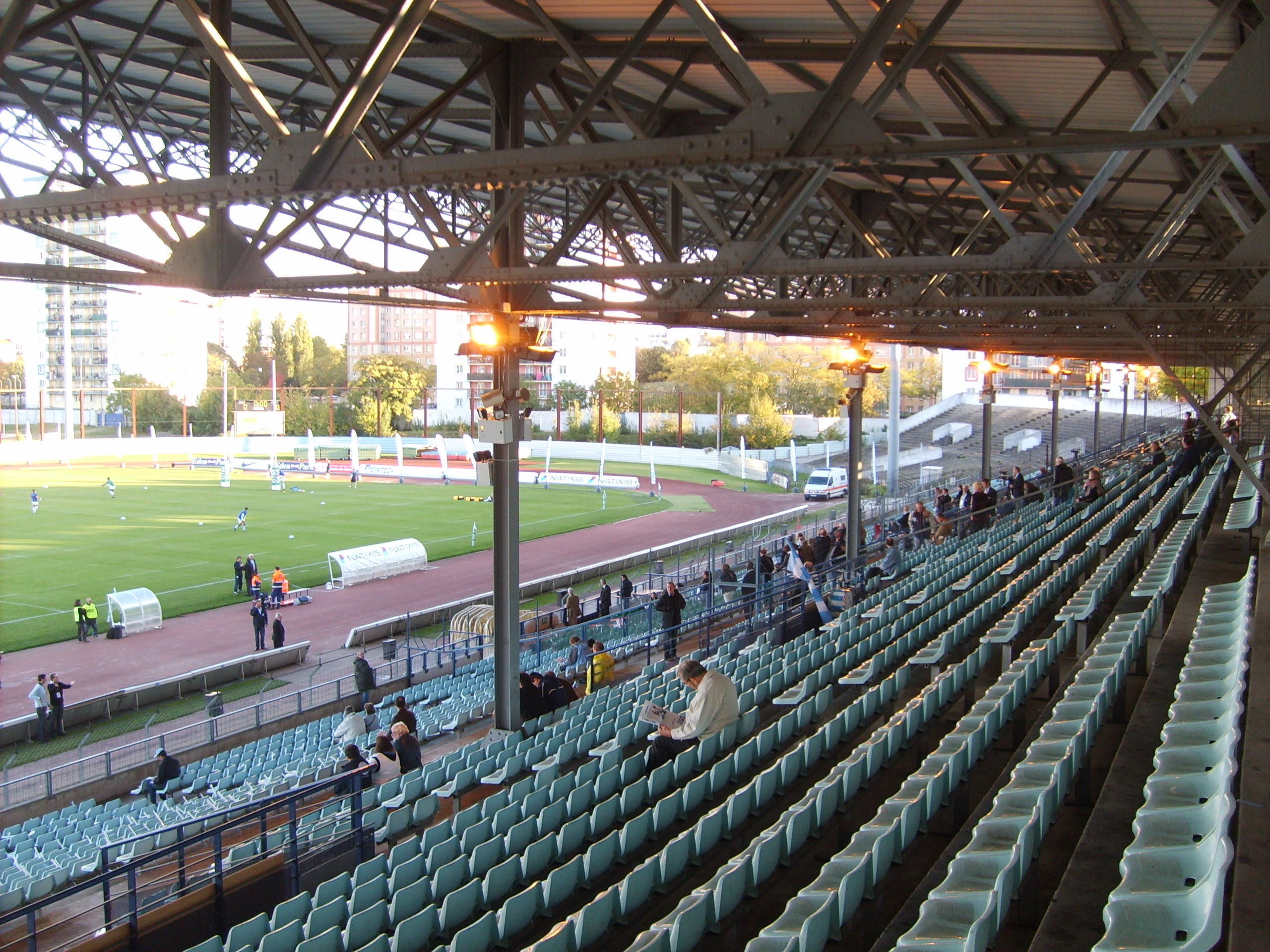
Lo stadio Yves-du-Manoir a Colombes

Dal 1906 al 1914 la Nazionale disputò la maggior parte dei suoi incontri, 10, al vecchio Parco dei Principi; a seguire, quattro incontri allo Stadio Yves-du-Manoir (anche noto come Colombes, dal nome della località vicino a Parigi nella quale esso si trova) e uno a Bordeaux.

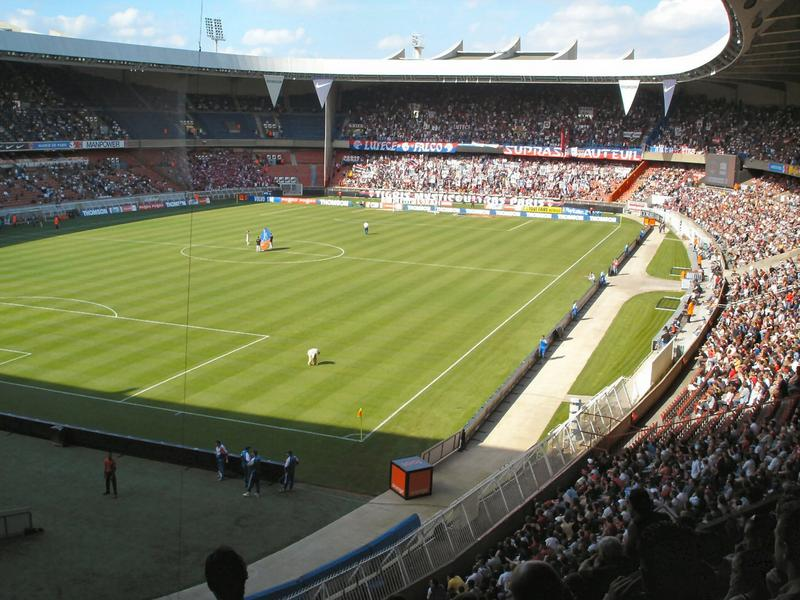
Il Parco dei Principi di Parigi

Nel secondo dopoguerra la Nazionale disputò la gran parte dei suoi incontri, quelli più importanti, a Colombes: Cinque Nazioni e test match con le Nazionali IRB.
Dal 1945 al 1972 lo stadio di Colombes fu capace di circa 60.000 spettatori: già prima della guerra era stato sede della finale del campionato del mondo 1938 Italia - Ungheria; benché largamente utilizzato per il rugby (finali di Coppa di Francia, di campionato e, per lungo tempo, impianto interno del Racing Club de France), l'affluenza maggiore si ebbe per un incontro di calcio, 63.638 spettatori il 5 marzo 1969, spareggio dei quarti di finale della Coppa dei Campioni, Ajax - Benfica 3-0; nel 1981 Colombes fu anche il set cinematografico dell'incontro di calcio, ambientato nella seconda guerra mondiale, tra una selezione della Germania nazista e una dei militari Alleati, nel film Fuga per la vittoria .
Per gli incontri con le contendenti storiche di Coppa Europa (Romania e Italia) la Francia riservò sempre altre sedi, quali Grenoble, Lione, Auch o Tolosa.
Dal 1972, un rinnovato Parco dei Principi, riadattato a circa 48.000 spettatori, rimpiazzò a sua volta Colombes; anche tale impianto fu utilizzato sia per il calcio che per il rugby; il primo incontro ivi disputato dalla Nazionale di rugby fu nel corso del Cinque Nazioni 1973, Francia - Scozia 16-13; l'ultimo, il 22 novembre 1997 durante i test match di fine anno, e fu una sconfitta (10-52) contro il Sudafrica.
Successivamente, in concomitanza con il campionato del mondo 1998 di calcio che si disputò in Francia, fu inaugurato lo Stade de France a Saint-Denis, comune di circa 100.000 abitanti nell'Île-de-France, pochi chilometri a nord-est di Parigi.
Tale stadio, della capacità di circa 80.000 spettatori, divenne, da allora, l'impianto interno sia della Nazionale di rugby che di quella di calcio.

Comunque, anche dopo l'adozione dello Stade de France, la Nazionale fu impegnata in altre sedi; per esempio, durante la Coppa del Mondo di rugby 2007, che si tenne proprio in Francia, la squadra disputò un incontro della fase a gironi (contro la Namibia) allo stadio Municipale di Tolosa.
Lo Stade de France ha ospitato anche la finale della citata Coppa del Mondo di rugby 2007 tra Sudafrica e Inghilterra, incontro vinto dagli Springboks per 15-6.

## Statistiche
La Nazionale francese ha disputato, al 21 marzo 2009, ultima giornata del più recente Sei Nazioni, 647 incontri, per 635 dei quali è stato previsto il cap (ovvero, conteggiati come test match dalla Federazione francese).
In essi vengono conteggiati anche due incontri internazionali contro i British Lions e i Pacific Islanders.

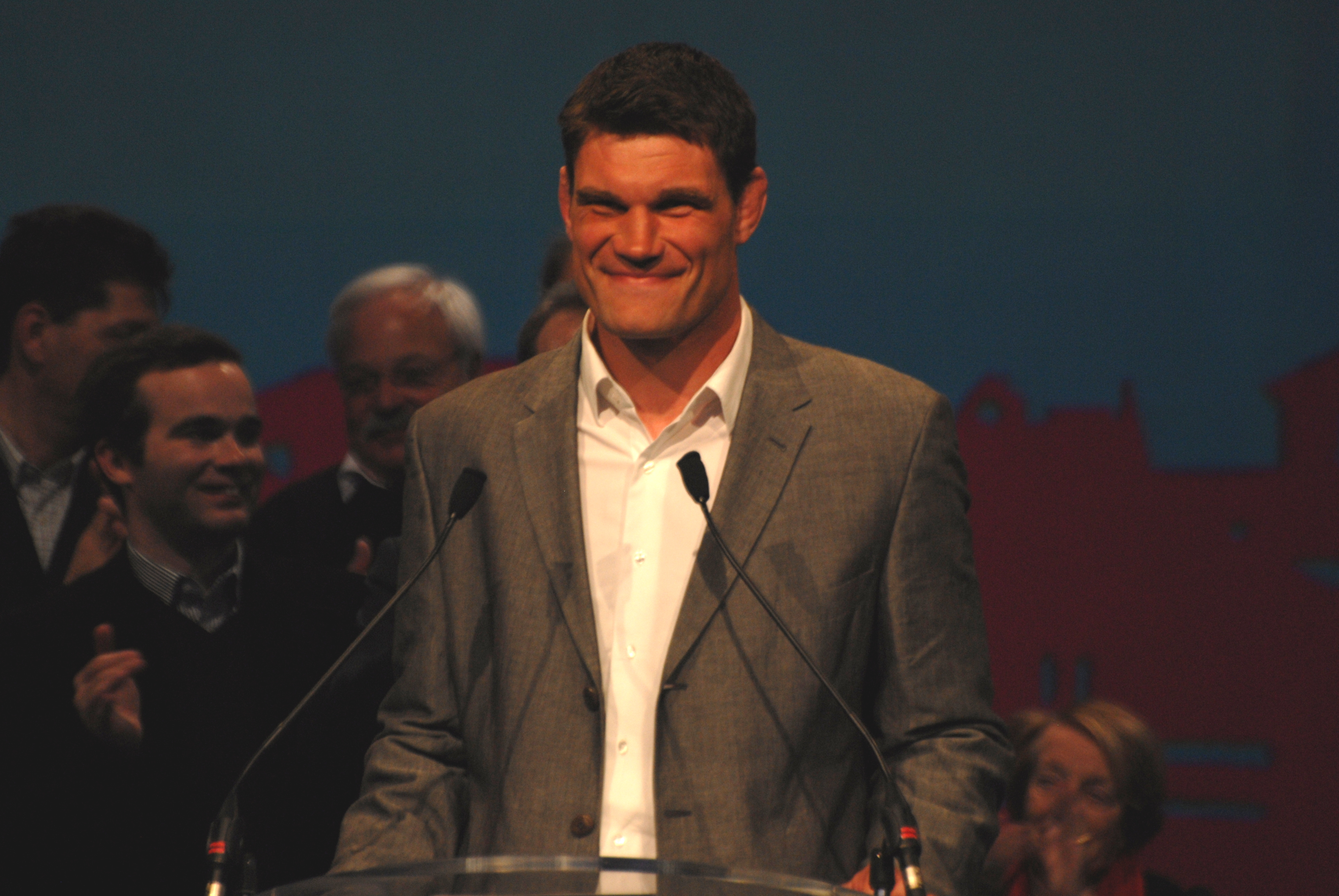
Fabien Pelous, 118 presenze in Nazionale francese

Altri incontri internazionali, non classificati come cap, videro come avversari selezioni militari come il citato NZ Army Service che si trovava di stanza in Europa durante la Grande Guerra o la British Army dopo la seconda guerra mondiale.
Il record di presenze in test match appartiene a Fabien Pelous.
Nato a Tolosa nel 1973, Pelous è sceso in campo in 118 incontri della Nazionale tra il 1995 e il 2007, e vanta la partecipazione a tre edizioni consecutive della Coppa del Mondo, dal 1999 al 2007 (con un secondo e due quarti posti) e a 11 tornei del Cinque e Sei Nazioni, dal 1996 al 2006, con cinque vittorie di cui quattro con il Grande Slam.
Il record di punti segnati è appannaggio di Christophe Lamaison (nato nel 1971), mediano d'apertura che ha militato in Nazionale tra il 1996 e il 2001: in 37 incontri ha messo a segno 380 punti (2 mete, 59 trasformazioni, 78 calci piazzati e 6 drop); vanta anch'egli un secondo posto alla Coppa del Mondo (nel 1999) e due Grandi Slam consecutivi al Cinque Nazioni (1997 e 1998).
Infine, il record di mete realizzate, 38, appartiene al citato Serge Blanco (nato nel 1958), vincitore di sei tornei del Cinque Nazioni nel decennio 1981-1990 e partecipante alle prime due edizioni della Coppa del Mondo (1987 e 1991), con un secondo posto.
Le avversarie più ricorrenti della Francia, in ragione della partecipazione al Cinque, e oggi Sei, Nazioni, sono nell'ordine Inghilterra (92 incontri, il primo nel 1906), Galles (86, anch'esso incontrato per la prima volta nel 1906), Irlanda (85, primo nel 1909) e Scozia (82, primo nel 1910).
A seguire, dopo le Home Nation, l'avversaria più frequente è la Romania (50 incontri, il primo nel 1924), unica contendente cui in Coppa FIRA fu concesso per lungo tempo il test match.
L'Italia, priva di test match dal 1967 al 1985, è stata incontrata 31 volte a partire dal 1937, e nella classifica delle avversarie della Francia viene dopo le quattro nazioni più forti dell'Emisfero Sud, nell'ordine Nuova Zelanda (46 incontri e che tenne a battesimo la Francia il 1º gennaio 1906), Argentina (42 incontri), Australia (39) e Sudafrica (36).
Delle nazionali affrontate almeno 10 volte la Francia ha un saldo positivo con Irlanda (51 vittorie contro 29 sconfitte), Scozia (45/34), Romania (40/8), Argentina (31/10), Italia (28/3) e Germania (14/2); il saldo è negativo contro Inghilterra (35/50), Galles (40/43), Nuova Zelanda (12/35), Australia (16/22) e Sudafrica (10/20).

## Giocatori

### Giocatori di rilievo
Quelli elencati di seguito sono i giocatori che hanno militato nella Nazionale francese - o che vi militano tuttora - e hanno preso parte a eventi salienti della selezione, come la partecipazione alla Coppa del Mondo o che hanno riportato vittorie in particolari momenti storici (come ad esempio il primo torneo del Cinque Nazioni, il primo Grande Slam, etc.).
Di essi, cinque fanno parte della International Rugby Hall of Fame: André Boniface (nato nel 1934), tre quarti centro e internazionale dal 1954 al 1966; Serge Blanco (n. 1958), estremo, presente in due edizioni della Coppa del Mondo e vincitore di sei Tornei del Cinque Nazioni; il citato Jean Prat (1923-2005), terza linea centro, capitano della squadra che vinse il suo primo Torneo nel 1954; Jean-Pierre Rives (n. 1952), anch'egli terza centro, capitano del tour del 1979 durante il quale, il 14 luglio, la Francia batté la Nuova Zelanda sul suo terreno, ad Auckland; infine Philippe Sella (n. 1962), tre quarti centro, presente a tre edizioni della Coppa del Mondo e, come Serge Blanco, vincitore di sei Tornei del Cinque Nazioni.
Per quelli attualmente in rosa, fare riferimento alla sottosezione Rosa attuale.
- Guy Accoceberry (1994/97)
- Henri Amand (1906)
- Marc Andrieu (1986/90)
- Louis Armary (1987/95)
- David Aucagne (1997/99)
- David Auradou (1999/2004)
- Philippe Benetton (1989/99)
- Laurent Bénézech (1994/95)
- Lionel Beauxis (2007-)
- Abdelatif Benazzi (1990/2001)
- Pierre Berbizier (1981/91)
- Philippe Bernat-Salles (1992/2001)
- Philippe Bérot (1986/89)
- Serge Betsen (1997-2007)
- Serge Blanco (1980/91)
- Pierre Bondouy (1997/2000)
- André Boniface (1954/66)
- Julien Bonnaire (2004/11)
- Éric Bonneval (1984/91)
- Olivier Brouzet (1994/2003)
- Yannick Bru (2001/04)
- Sébastien Bruno (2001/08)
- Nicolas Brusque (1997/2006)
- Laurent Cabannes (1990/97)
- Christian Califano (1993/2007)
- Jean-Marie Cadieu (1991/92)
- Didier Camberabero (1982/93)
- Guy Camberabero (1961/68)
- Lilian Camberabero (1964/68)
- Alain Carminati (1986/95)
- Stéphane Castaignède (1999)
- Thomas Castaignède (1995/2007)
- Marc Cécillon (1988/95)
- Sébastien Chabal (2000/11)
- Éric Champ (1985/91)
- Denis Charvet (1986/91)
- Albert Cigagna (1995)
- Vincent Clerc (2002-)
- Jean Condom (1982/90)
- Arnaud Costes (1994/2000)
- Michel Courtiols (1991)
- Jean-Jacques Crenca (1996/2004)
- Michel Crauste (1957/66)
- Marc Dal Maso (1988/2000)
- Gilles Delaigue (1973)
- Yann Delaigue (1994/2006)

- Cédric Desbrosse (1999/2000)
- Thierry Devergie (1988/92)
- Christophe Deylaud (1992/95)
- Philippe Dintrans (1979/90)
- Christophe Dominici (1998/2007)
- Claude Dourthe (1966/75)
- Richard Dourthe (1995/2001)
- Daniel Dubroca (1979/88)
- Thierry Dusautoir (2006-)
- Pépito Elhorga (2001/08)
- Jean-Baptiste Élissalde (2000/08)
- Dominique Erbani (1981/90)
- Patrick Estève (1982/87)
- Jacques Fouroux (1972/77)
- Philippe Gallart (1990/95)
- Fabien Galthié (1991/2003)
- Xavier Garbajosa (1998/2004)
- Jean-Pierre Garuet-Lempirou (1983/90)
- Philippe Gimbert (1991/92)
- Stéphane Glas (1996/2001)
- Jean-Michel Gonzalez (1992/96)
- Francis Haget (1974/87)
- Imanol Harinordoquy (2002/12)
- Cédric Heymans (2000/13)
- Aubin Hueber (1990/2000)
- Raphaël Ibañez (1996/2007)
- Yannick Jauzion (2001/11)
- Jean-Luc Joinel (1977/87)
- Christian Labit (1999/2003)
- Thierry Lacroix (1989/97)
- Jean-Baptiste Lafond (1983/93)
- Patrice Lagisquet (1983/91)
- Christophe Lamaison (1996/2001)
- Guy Laporte (1981/87)
- Grégoire Lascubé (1991/92)
- Brian Liebenberg (2003/05)
- Marc Lièvremont (1995/99)
- Matthieu Lièvremont (2008)
- Thomas Lièvremont (1996/2006)
- Alain Lorieux (1981/89)
- Olivier Magne (1997/2007)
- Lionel Mallier (1999/2000)
- Sylvain Marconnet (1998/2012)
- Philippe Marocco (1986/91)
- Tony Marsh (2001/04)
- Rémy Martin (2002/09)

- David Marty (2005-)
- Nicolas Mas (2003-)
- Gérald Merceron (1999/2003)
- Olivier Merle (1993/97)
- Franck Mesnel (1986/95)
- Frédéric Michalak (2001-)
- Pierre Mignoni (1997/2007)
- Olivier Milloud (2000/07)
- Hugues Miorin (1996/2000)
- Rodolphe Modin (1978/91)
- Ugo Mola (1997/99)
- Lionel Nallet (2000/12)
- Émile N'Tamack (1994/2000)
- Yannick Nyanga (2004-)
- Pascal Ondarts (1986/91)
- Stéphane Ougier (1992/97)
- Fabien Pelous (1995/2007)
- Jean Prat (1945/55)
- Jean-Pierre Rives (1975/84)
- Clément Poitrenaud (2001-)
- Jean-Baptiste Poux (2001-)
- Laurent Rodriguez (1981/90)
- Marc de Rougemont (1995/97)
- Aurélien Rougerie (2001/12)
- Olivier Roumat (1989/96)
- Jean-Luc Sadourny (1991/2001)
- Philippe Saint-André (1990/97)
- Henri Sanz (1988/92)
- Olivier Sarraméa (1999)
- Philippe Sella (1982/95)
- David Skrela (2001/11)
- Jean-Claude Skrela (1971/78)
- Cédric Soulette (1997/99)
- Dimitri Szarzewski (2004-)
- Patrick Tabacco (2001/05)
- William Téchoueyres (1994/95)
- Jérôme Thion (2003/11)
- Jean-Louis Tolot (1987)
- Franck Tournaire (1995/2000)
- Damien Traille (2001/11)
- David Venditti (1996/2000)
- Sébastien Viars (1992/97)
- Pierre Villepreux (1967/72)
- Pieter de Villiers (1999/2007)
- Dimitri Yachvili (2002/12)
- Michel Yachvili (1968/75)

## Allenatori
Prima del 1963 non esisteva una figura identificabile come “allenatore” o “commissario tecnico” della Nazionale francese.
Esisteva altresì un "comitato di selezione", in genere composto da un ex internazionale che, di intesa con il capitano della squadra e altri giocatori rappresentativi o ex giocatori di prestigio, decideva le convocazioni.
Tale periodo fu definito anche «età del paternalismo», e verso la fine degli anni cinquanta portò a parecchi problemi di gestione, tanto che nel settembre del 1963 la Federazione decise di avocare direttamente a sé la scelta della figura dell'allenatore / selezionatore, analoga a quella del Commissario Tecnico in Italia.
- Jean Prat (1963-1967)
- Fernand Cazenave (1968-1972)
- Jean Desclaux (1973-1980)
- Jacques Fouroux (1981-1990)
- Daniel Dubroca (1990-1991)
- Pierre Berbizier (1991-1995)
- Jean-Claude Skrela (1995-1999)
- Bernard Laporte (1999-2007)
- Marc Lièvremont (2007-2011)
- Philippe Saint-André (2011-2015)
- Guy Novès (2015-2017)
- Jacques Brunel (2017-2019)
- Fabien Galthié (2019-)

Il primo a ricoprire tale nuovo incarico fu Jean Prat, già internazionale tra il 1945 e il 1955.
Questi, in carica fino al 1967 come selezionatore, vinse il Cinque Nazioni 1967.
Fernand Cazenave (1924-2005), in carica dal 1968 al 1972, fu, da giocatore, membro della squadra che vinse il primo Torneo nel 1954 e, da allenatore, fu il tecnico del primo Grande Slam francese (1968); dopo di lui, Jean Desclaux (1922-2006), in carica dal 1973 al 1980, che vinse il Grande Slam nel Torneo 1977.

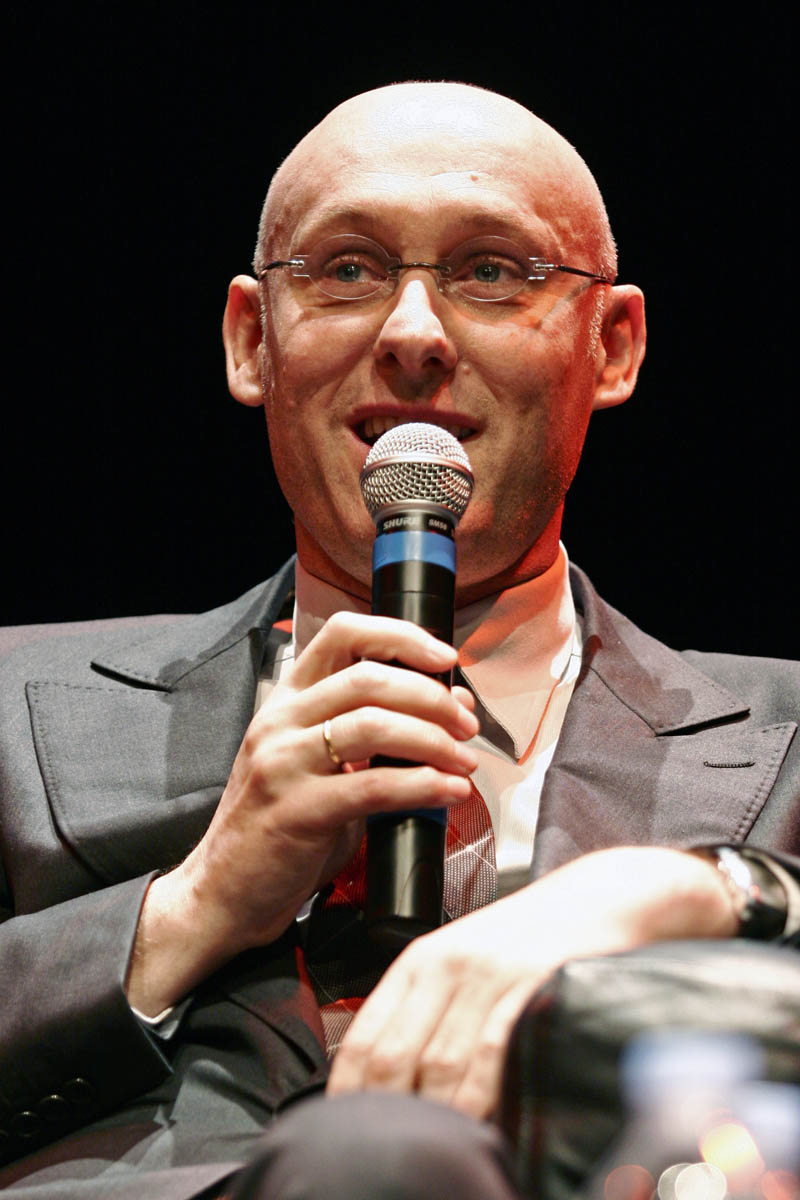
Bernard Laporte, C.T. dal 1999 al 2007

Jacques Fouroux (1947-2005) fu il primo allenatore a guidare la Nazionale francese in un'edizione della Coppa del Mondo: in carica dal 1981 al 1990 e, come detto, già noto per via della bassa statura come piccolo caporale, dopo i sei Tornei vinti nel decennio con due Slam e la finale della Coppa del Mondo di rugby 1987 fu ribattezzato piccolo Napoleone per rimarcarne le sue doti di leader.
A Daniel Dubroca toccò un biennio in cui la Francia raccolse il suo risultato peggiore nella Coppa del Mondo, l'eliminazione ai quarti dell'edizione 1991 in Inghilterra.
A fine 1991 la Nazionale fu affidata a Pierre Berbizier, nato nel 1958, che, con i suoi allora 33 anni, divenne non solo il più giovane allenatore del XV di Francia bensì, in assoluto, il più giovane tecnico di una Nazionale francese di qualsiasi disciplina sportiva.
Berbizier, che in seguito allenò anche la Nazionale italiana, vanta al suo attivo la vittoria nel Cinque Nazioni 1993 e il 3º posto finale alla Coppa del Mondo di rugby 1995, dietro Sudafrica e Nuova Zelanda e davanti all'Inghilterra.
Jean-Claude Skrela (coadiuvato da Pierre Villepreux, altro ex allenatore della Nazionale italiana) guidò la Francia dal 1995 al 1999, con due Grandi Slam consecutivi (1997 e 1998) e la finale nella Coppa del Mondo di rugby 1999 in Galles; alla gestione di Jean-Claude Skrela va ascritta anche la prima - e ad oggi unica - sconfitta in un test match della Francia contro l'Italia, il 22 marzo 1997 a Grenoble, una settimana dopo avere conquistato lo Slam nel Cinque Nazioni.
Bernard Laporte fu l'unico tecnico, nell'era della Coppa del Mondo, a mantenere la guida della Nazionale per due edizioni consecutive di tale competizione: insediatosi nel 1999, sotto la sua guida la Francia vinse quattro tornei del rinnovato Sei Nazioni, con due Slam (2002 e 2004), e risultò due volte consecutivamente quarta alla Coppa del Mondo, in Australia nel 2003 e, più inaspettatamente, in Francia nel 2007; Laporte lasciò l'incarico dopo quest'ultima competizione.
A Laporte ha fatto seguito Marc Lièvremont, attuale C.T., che ha condotto la Francia attraverso tre tornei del Sei Nazioni con due terzi posti consecutivi, frutto di due vittorie e due sconfitte per edizione, e al Grande Slam dell'edizione 2010.

## Palmarès
- Coppa FIRA : 25
1936, 1937, 1938, 1952, 1954, 1965/66, 1966/67, 1967/68, 1969/70, 1970/71, 1971/72, 1972/73, 1973/74, 1975/76, 1977/78, 1978/79, 1979/80, 1981/82, 1983/84, 1984/85, 1985/87, 1987/89, 1989/90, 1990/92, 1992/94.
- Cinque / Sei Nazioni: 26
Cinque Nazioni (1910 – 1931, 1947-1999): 20 (in grassetto i tornei vinti con il Grande Slam)
Assoluta: 12 (1959, 1961, 1962, 1967, 1968, 1977, 1981, 1987, 1989, 1993, 1997, 1998).
Ex æquo: 8 (1954, 1955, 1960, 1970, 1973, 1983, 1986, 1988)
Sei Nazioni (2000-): 7 (2002, 2004, 2006, 2007, 2010, 2022, 2025)

### In Coppa del Mondo
- Finalista:
1987 (vs. Nuova Zelanda, sconfitta 9-29)
1999 (vs. Australia, sconfitta 12-35)
2011 (vs. Nuova Zelanda, sconfitta 7-8)
- 3ª classificata:
1995 (vs. Inghilterra, vittoria 19-9)
- 4ª classificata:
2003 (vs. Nuova Zelanda, sconfitta 13-40)
2007 (vs. Argentina, sconfitta 10-34)